# Lingua franca nova

Bandera de Lingua Franca Nova

La Lingua Franca Nova (LFN o elefen) és una llengua auxiliar artificial creada pel doctor en psicologia C. George Boeree de la Universitat de Shippensburg, Pennsilvània. La llengua està basada en el francès, l'italià, el portuguès, el castellà i el català. Segueix una gramàtica molt simplificada basada en un crioll llatí amb normes estrictes.

## Història
C. George Boeree va començar a treballar-hi l'any 1965 prenent un concepte pròxim a la lingua franca, un pidgin utilitzat al Mediterrani medieval, i amb l'objectiu de crear una llengua auxiliar internacional fàcil d'aprendre. Tot i això no va ésser fins al 1998 que la llengua es va fer pública a través d'internet.
A partir d'aquesta difusió inicial persones interessades arreu del món van començar a prendre i col·laborar a través de la xarxa. La comunitat es va coordinar inicialment a través d'un grup a Yahoo creat l'any 2002 per Bjorn Madsen. Stefan Fisahn va crear també una wiki dedicada a aquesta llengua el 2005, la qual es va traslladar a la plataforma Wikia l'any 2009, comptant amb 2.900 articles.
El gener de 2008 es va atorgar a la LFN la designació internacional ISO 639-3 "lfn".

## Pronunciació i ortografia
Es pronuncia fonèticament i s'escriu amb vint-i-dues lletres que tant es poden escriure amb l'alfabet llatí com ciríl·lic:
| Alfabet llatí     | a     | b   | c   | d   | e     | f   | g   | h   | i     | j   | l   | m   | n     | o     | p   | r   | s   | t   | u     | v   | x   | z   |
| Alfabet ciríl·lic | а     | б   | к   | д   | е     | ф   | г   | х   | и     | ж   | л   | м   | н     | о     | п   | р   | с   | т   | у     | в   | ш   | з   |
| IPA               | [a~ɑ] | [b] | [k] | [d] | [e~ɛ] | [f] | [ɡ] | [h] | [i/j] | [ʒ] | [l] | [m] | [n/ŋ] | [o~ɔ] | [p] | [r] | [s] | [t] | [u/w] | [v] | [ʃ] | [z] |
| Noms              | a     | be  | ce  | de  | e     | ef  | ge  | hax | i     | je  | el  | em  | en    | o     | pe  | er  | es  | te  | u     | ve  | ex  | ze  |

Les vocals de la LFN (a, e, i, o i u) es pronuncien com al castellà o l'italià. Els diftongs són ai [ai~ɑi], au [au~ɑu], eu [eu~ɛu] i oi [oi~ɔi].
Les lletres i i u s'utilitzen com a semivocals ([j] i [w]) si van abans d'una altra vocal, entre vocals, o abans de li i ni entre vocals i en cu i gu abans de vocal. La lletra n es pronuncia [ŋ] abans de g i k.
La major part de paraules tenen l'accent a la vocal o al diftong just abans de la darrera consonant (exemples: CA-sa, a-be-ON, BA-ia).

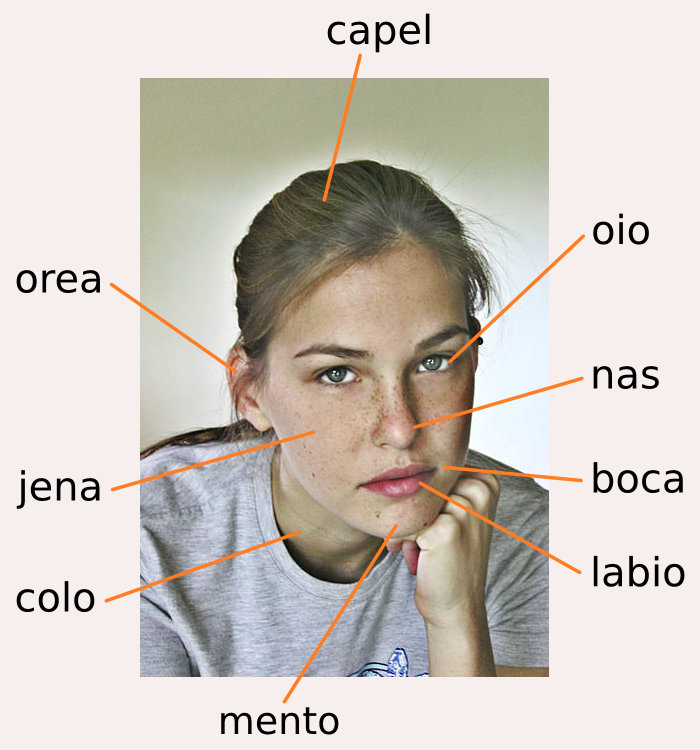
Vocabulari bàsic de la cara en Lingua Franca Nova.

## Gramàtica
La gramàtica de lingua franca nova (elefen) és una simplificació de la gramàtica comuna de les llengües romàniques espanyola, francesa, italiana, catalana i portuguesa. S'assembla a la dels criolls romanços com l'haitià, el capverdià, el papiament i el chavacano.

### Alfabet i pronunciació

#### Alfabet
L'elefen utilitza l’alfabet més conegut del món: el llatí
- Minúscules
  - a b c d e f g h i j l m n o p r s t u v x z
- Majúscules
  - A B C D E F G H I J L M N O P R S T U V X Z

K, Q, W e Y no apareixen en els noms comuns. S'utilitzen per a conservar la forma original dels noms propis així com dels noms escrits en llengües estrangeres.
K (k), Q (q), W (w) y Y (y) no apare en parolas comun. En sirca sento parolas internasional con orijina nonromanica, on pote scrive W en loca de U, e Y en loca de I, per presenta un spele plu fasil reconosable: ioga/yoga, piniin/pinyin, sueter/sweter, ueb/web. Estra esta casos, on usa K, Q, W e Y sola per conserva la formas orijinal de nomes propre e de parolas stranjer.
La h no és comuna però es pot trobar en noms tècnics i culturals.

#### Majúscules
La majúscula s'utilitza al principi de l'oració, així com en els noms propis. Quan un nom propi està format per diverses paraules, cadascuna d'elles comença amb majúscula, menys les paraules com la o de:
- Persones reals o imaginàries, així com animals personificats i coses
  - Maria, San Paulo, Barack Obama, Seniora Braun, Jan de Hartog, Oscar de la Renta, Mickey Mouse
- Organitzacions; per exemple: societats i associacions
  - Ikea, Nasiones Unida, Organiza Mundal de Sania
- Territoris polítics; per exemple: nacions, estats i ciutats
  - Frans, Atina, Site de New York, Statos Unida de America
- Llocs geogràfics; per exemple: rius, oceans, llacs, muntanyes
  - la Alpes, Rio Amazon, Mar Atlantica
- Lletres de l'alfabet
  - E, N

Però, per als títols de les obres d'art, així com de les obres literàries, tan sols porta majúscula la primera paraula (així com els noms propis, si els conté):
- Un sonia de un note de mediaestate – Somni d'una nit d'estiu
- La frates Karamazov – Els germans Karamazov
- Tocata e fuga en D minor – Tocata i fuga en re menor

Algunes vegades, com en els anuncis, les majúscules s'usen per a EMFATITZAR paraules o frases senceres.
L'elefen utilitza minúscules on algunes llengües utilitzarien majúscules:
- Dies de la setmana
  - lundi, jovedi – dilluns, dijous
- Mesos
  - marto, novembre – març, novembre
- Dies festius
  - natal, ramadan, pascua – Nadal, Ramadà, Pasqua
- Segles
  - la sentenio dudes-un – el segle XXI
- Llengües i pobles
  - catalan, xines – el català, el xinès
- Abreviacions
  - lfn, pf

#### Noms de les lletres
Les següents síl·labes són els noms de les lletres en el discurs, per exemple, quan es lletreja una paraula:
- a be ce de e ef ge hax i je ka el em en o pe qua er es te u ve wa ex ya ze

Els seus noms es poden posar en plural: as, bes, efes.
En escriure, un pot presentar la lletra tal qual, en majúscula o afegint -s per al plural:
- La parola “matematica” ave tre As, du Ms (pronunciada emes), e un E. – La paraula «matemàtica» té tres aes, dues emes i una e.

### Frases
La majoria de les frases en elefen contenen un grup verbal, que representa generalment una acció. Un grup verbal consisteix en un verb i en els modificadors, com ara adverbis o grups preposicionals.

#### Subjecte i objecte
Els dos sintagmes nominals més importants són el subjecte i l’objecte. El seu sentit precís depèn del verb, però grosso modo, el subjecte és el que realitza l’acció, i l’objecte, el que està directament relacionat amb ella.
En elefen, el subjecte precedeix sempre al verb i l'objecte va darrere:
- La gato xasa la scural. – El gat (subjecte) … caça (verb) … a l’esquirol (objecte).
- La can dormi. – El gos (subjecte) … dorm (verb).

En alguns casos, per estil o clarificació, es pot posar l’objecte del verb al començament de la frase. En aquests casos, l’objecte ha d’estar seguit d’una coma, i un pronom per a l’objecte que és usat després del verb:
- La gatos, me no gusta los. – Els gats, no m’agraden ells.

La majoria dels verbs necessiten un subjecte, però hi ha molts que no necessiten un objecte.

#### Complements
L’atribut és un element freqüent en la frase. Es tracta d’un element descriptiu complementari, el qual pot anar precedit de verbs com es (ser/estar), deveni (convertir-se), pare (semblar) i resta (romandre):
- Computadores es macinas. – Els ordinadors (subjecte) … són (verb) … màquines (atribut).
- La aira pare umida. – L’aire (subjecte) … sembla (verb) … humit (atribut).
- La patatas ia resta calda. – Les patates (subjecte) … romanen (verb) … calents (atribut).
- La idea es ce tu canta. – La idea (subjecte) … és (verb) … que tu cantis (atribut: proposició).

#### Preposicions
Un altre element important en la frase és el grup preposicional, que necessita un substantiu o verb que li precedeixi o l'uneixi a la frase.
- Me dona a tu esta poma. – Jo (subjecte) … et (grup preposicional) … dono (verb) … aquesta poma (objecte).

#### Proposicions
Algunes frases contenen també proposicions, que són com petites frases a l’interior de la frase principal (proposicions subordinades). Poden modificar als sintagmes nominals, els sintagmes verbals o l’oració principal:
- La om ci ia abita asi ia vade a Paris. – El hombre que vive aquí se fue a Paris.
- El va visita en julio, cuando la clima es bon. – Visitarà al juliol, quan faci bo.
- On no ia permete me fa la cosas como me ia desira. – No em deixava fer les coses com jo volia.
- Me pensa ce el es bela. – Penso que és bella.

### Substantius
Els substantius solen ser introduïts per determinants, i poden ésser seguits d’adjectius i de grups preposicionals, per a crear un grup nominal. Els substantius representen els objectes físics, com persones, llocs o coses però igualment representen conceptes abstractes, similars gramaticalment.

#### Plural
S'afegeix -s al substantiu per a formar el plural. Si el substantiu en singular acaba en consonant, s'afegeix -es. La terminació del plural no modifica la accentuació de la paraula:
- gato, gatos – gat, gats
- om, omes – home, homes

Els adjectius, que modifiquen a un substantiu, no canvien en plural. Però si els emprem com a substantius, s'ha d’afegir la marca de plural quan sigui necessari:
- la bones, la males, e la feas – els bons, les dolentes i les lletges
- multe belas – molt bonics/boniques

Alguns substantius, plurals en altres llengües, són singulars en elefen:
- El regarda un sisor con un binoculo. – Ell mira unes tisores amb uns prismàtics.
- On usa un bretela per suporta sua pantalon. – S'utilitzen els tirants per a subjectar els pantalons.
- Me ia compra esta oculo de sol en Nederland. – Vaig comprar aquestes ulleres de sol als Països Baixos.

#### Substantius comptables i no comptables
Igual que en moltes altres llengües, el elefen distingeix substantius comptables i no comptables. Un substantiu comptable pot ser modificat per un número i agafa la -s del plural. Els substantius comptables representen en general els objectes físics, identificables individualment, com cases, gats o pensaments: Per exemple:
- un auto; la autos; cuatro autos – un cotxe; els cotxes, quatre cotxes
- un gato; multe gatos; un milion gatos – un gat; molts gats; un milió de gats

Per contra, els substantius no comptables no prenen en general la -s del plural. Els substantius no comptables representen en general les masses sense individualitat definida, com ara líquids (aigua, suc), pols (sucre, sorra), substàncies (metall, fusta), o qualitats abstractes (elegància, lentitud). Quan els modifiquen un número o un quantitatiu, se’ls afegeix una unitat de mesura per a aclarir. Per exemple:
- la acua; alga acua; tre tases de acua – aigua; una mica d’aigua; tres tasses d’aigua
- lenio; multe lenio; du pesos de lenio – fusta; molta fusta, dos troncs de fusta

Es poden utilitzar substantius no comptables com a comptables. Es tracta de situacions particulars:
- Du cafes, per favore. – Dos cafès, si us plau.
- Me ia proba multe cesos. – He provat molts formatges.
- On no pote compara la belias de Paris e Venezia. – No es poden comparar les belleses de París i Venècia.

#### Gènere
Els substantius no solen indicar el seu gènere. Per a distingir-los, s'utilitzen els adjectius mas i fema:
- un cavalo mas – un cavall
- un cavalo fema – una egua

No obstant això, per a alguns noms de parentiu, el masculí presa una -o i el femení una -a:
- avo, ava – avi, àvia
- fio, fia – fill, filla
- neto, neta – net, neta
- sobrino, sobrina – nebot, neboda
- sposo, sposa – espòs, esposa
- tio, tia – oncle, tia
- xico, xica – noi, noia

Però per a algunes parelles s'utilitzen noms diferents per a cada sexe:
- cavalor, dama – cavaller, dama
- dio, diva – déu, deessa
- om, fem – home, dona
- padre, madre – pare, mare
- re, rea – rei, reina
- senior, seniora – senyor, senyora
- frate, sore – germà, germana

El sufix -esa és rar i serveix per a formar la variant femenina d’algunes condicions socials històriques:
- abade, abadesa – abat, abadessa
- baron, baronesa – baró, baronessa
- conte, contesa – comte, comtessa
- duxe, duxesa – duc, duquessa
- imperor, imperoresa – emperador, emperadriu
- marci, marcesa – marquès, marquesa
- prinse, prinsesa – príncep, princesa
- tsar, tsaresa – tsar, tsarina

#### Grups nominals
Un grup nominal consisteix en un substantiu i els seus modificadors: determinants, que precedeixen al substantiu, i els adjectius i grups preposicionals, que li segueixen.
Els dos grups nominals principals en un enunciat són el subjecte i l'objecte. El subjecte precedeix al verb, i l'objecte li segueix. Altres grups nominals són habitualment introduïts per preposicions per a aclarir el seu paper.
Un grup nominal deu normalment contenir un determinant; a vegades, simplement una marca de plural -s. Però aquesta regla no s'aplica als noms propis, ni als dies de la setmana, ni als mesos, ni a les llengües, ni als substantius incomptables:
- Desembre es calda en Australia. – Desembre és calorós a Austràlia.
- Nederlandes es mea lingua orijinal. – El neerlandès és la meva llengua materna.
- Me gusta pan. – M'agrada el pa.

Es relaxa la regla quan el grup nominal segueix a una preposició, sobretot en les expressions fixes:
- El es la comandor de polisia. – Ell és el cap de policia.
- Me no gusta come bur de aracide. – No m'agrada la crema de cacauets.
- Nos vade a scola. – Anem a escola.
- Acel es un problem sin solve en matematica. – Aquest és un problema sense solució en matemàtica.
- Un virgula pare nesesada per claria. – Una coma sembla necessària per a aclarir.

Un adjectiu o determinant poden ser modificats per un adverbi que els precedeix. Tenint en compte que són semblats als adjectius, en una enumeració, estan separats per una coma o per e. En parlar, és la melodia de l'oració la que marca la diferència:
- Sola un poma multe putrida ia resta. – Només queda una poma molt podrida.
- Me ia encontra un fem bela, joven, e intelijente. – He trobat una dona bella, jove i intel·ligent.

A vegades, un substantiu s'utilitza per a simbolitzar un membre qualsevol de la seva classe. En aquest cas, poc importa si s'utilitza la o un, o si el substantiu es troba en singular o en plural.
- La arpa es un strumento musical. – L'arpa és un instrument musical.
- Un arpa es un strumento musical. – Una arpa és un instrument musical.
- Arpas es strumentos musical. – Les arpes són instruments musicals.

Un pronom és una variant particular d'un grup nominal. Normalment, no es pot modificar.

#### Aposició
Es diuen que dos grups nominals es troben en aposició quan el segon segueix directament al primer i els dos representen a la mateixa persona o cosa. En la majoria dels casos, el segon identifica la persona o cosa:
- la Rio Amazona – el riu Amazones
- la Mar Pasifica – l'oceà Pacífic
- la Isola Skye – l'illa Skye
- la Universia Harvard – la Universitat Harvard
- la Funda Ford – la Fundació Ford
- Re George 5 – el rei George V
- San Jacobo la major – Santiago el Major
- Piotr la grande – Pere el Gran
- mea ami Simon – el meu amic Simon
- la parola “inverno” – la paraula «hivern»
- la libro La prinse peti – el llibre El Petit Príncep

Els acrònims i les lletres simples poden seguir directament a un substantiu per a modificar-lo:
- La disionario es ance disponable como un fix pdf. – El diccionari es troba també disponible com un arxiu PDF.
- El ia porta un camisa T blu de escota V. – Ella portava posada una samarreta blava amb un escot en «V».

A vegades, dos substantius s'apliquen per igual a un objecte o persona. En aquests casos, els substantius s'uneixen amb un guió:
- un produor-dirijor – un productor-director
- un primador-scanador – una impressora-escàner

En tots els casos, la marca de plural (-s o -és) s'aplica a tots dos substantius:
- la statos-membros – els estats membres
- produores-dirijores – productors-directors

El verb nomi (que significa «cridar» o «nomenar») constitueix un cas a part:
- Nos ia nomi el Orion. – A ell ho nomenem Orión.
- Me nomi esta forma un obelisce. — Crido a aquesta forma «un obelisc».

### Determinants
Un determinant és una paraula que modifica un substantiu per a descriure la seva identitat i la seva quantitat. A més de la -s del plural (que és considerat com un determinant en elefen), els determinants es col·loquen sempre davant del substantiu.
Existeixen diferents classes de determinants. Heus aquí un exemple tipus de cadascun d'ells: tota, la, esta, cual, cada, mea, multe, otra.

#### Predeterminants
Tota significa “tot” o “tots”. Indica la totalitat del substantiu que descriu. Al contrari que cada, tota tracta el tot com una unitat, i no com a individus separats:
- Tota linguas es asurda. – Totes les llengües són absurdes.
- Me va ama tu per tota tempo. – T'estimaré tot el temps.
- La lete ia vade a tota locas. – La llet va ser a tot arreu.
- On ia oia la musica tra tota la vila. – Es va escoltar la música en tot el poble.

Ambos significa “els dos”. Es pot emprar en lloc de tota, quan es diu que tota la quantitat es limita a dues. El substantiu ha d'estar en plural:
- Ambos gamas es debil. – Les dues cames són febles.

Semànticament, tota i ambos no es diferencien dels quantitatius, però es tracten com una classe a part per la seva sintaxi: es col·loquen davant de qualsevol altre determinant en el grup nominal, incloent-hi la.
També poden ser utilitzats com a pronoms.

#### Articles
Elefen posseeix dos articles – l'article determinat la, i l'article indeterminat un. “Determinat” (o «definit») vol dir que el substantiu indica una cosa ja definida, i que, en conseqüència, no es refereix a res nou.
La introdueix un substantiu referint-se a alguna cosa o algú conegut per l'interlocutor. S'utilitza en les següents situacions:
- Ja s'ha esmentat la cosa:
  - Me ia compra un casa. La casa es peti. – Vaig comprar una casa. La casa és petita.
- L'interlocutor pot endevinar fàcilment que la cosa existeix:
  - Me ia compra un casa. La cosina es grande. – Vaig comprar una casa. La cuina és gran.
- La resta de la frase és prou clara.
  - El ia perde la numeros de telefon de sua amis. – Ella va perdre els números de telèfon dels seus amics.
- L'interlocutor pot comprendre-ho:
  - La musica es bela, esce no? – La música és bella, no?
- La cosa és ben coneguda per tots. Es tracta de dominis de coneixement i substantius abstractes:
  - La luna es multe distante de la tera. – La Lluna està molt distant de la Terra.
  - Me no comprende la matematica. – No entenc les matemàtica.
  - El ama la cafe. – A ell li encanta el cafè.
  - La felisia es plu importante ca la ricia. – La felicitat és més important que la riquesa.

Un introdueix un substantiu singular que expressa qualsevol cosa que l'interlocutor encara no coneix. No es pot usar amb substantius plurals o incomptables.
- Me vole leje un libro. – Vull llegir un llibre.
- Un gato ia veni en la sala. – Un gat ha entrat a la sala.

Algunes llengües posseeixen articles partitius que indiquen les quantitats no especificades d'un substantiu no comptable. L'elefen empra la o fins i tot cap article:
- Me gusta la cafe. – M'agrada el cafè.
- Me gusta cafe. – M'agrada el cafè.
- Me bevi cafe. – Bec cafè.

#### Demostratius
Els demostratius designen el que el substantiu expressa, situant-li en el temps o en l'espai o en el text mateix.
Esta significa «aquest/aquesta/aquests/aquestes». És semblant a la, i designa sempre alguna cosa pròxima a l'interlocutor, ja sigui física o metafòricament:
- Me posese esta casa. – Posseeixo aquesta casa.
- Esta libros es merveliosa. – Aquests llibres són meravellosos.
- Me gusta esta cafe. – M'agrada aquest cafè.
- Esta mense ia es difisil. – Aquest mes ha estat difícil.
- Esta frase conteni sinco parolas. – Aquesta frase conté cinc paraules.

Acel significa «aquell/aquella/aquells/aquelles». S'assembla a la, però designa una cosa llunyana de l'interlocutor o, almenys, més allunyada que la que representa esta:
- Acel xico regarda acel xicas. – Aquell noi mira a aquelles noies.
- Atenta denova en acel modo. – Intenta-ho de nou d'aquest mode.
- Acel torta es noncomable. – Aquell pastís és incomestible.

Esta i acel es poden transformar en pronoms.

#### Interrogatius
Els interrogatius serveixen per a formular preguntes.
Cual fa una pregunta d'identitat o espècie:
- Cual animal es acel? – Quin animal és aquell?Cual vejetales es la plu bon? – Quins vegetals són els millors?
- Tu veni de cual pais? – De quin país vens?
- Cual fenetras es rompeda? – Quines finestres estan trencades?
- Cual pinta tu prefere? – Quina pintura prefereixes?

Cuanto significa “quant”, amb un substantiu comptable o incomptable:
- Cuanto casas es en tua strada? – Quantes cases hi ha al teu carrer?
- Cuanto pan tu pote come? – Quant pa pots menjar?

Cual i cuanto s'usen també en preguntes indirectes.

#### Determinants de selecció
Aquests determinants seleccionen els individus d'un conjunt:
- cada – cada
- cualce – qualsevol
- alga – alguna cosa, una certa quantitat, una mica de
- no – res de, ni
- sola – sol, sola, sols, soles

Cada significa «cada», si es consideren els elements d'un en un, per separat. El substantiu és comptable però singular:
- Cada can ave un nom. – Cada gos té un nom.
- Me no ia leje cada parola. – No he llegit totes les paraules (cada paraula).
- Tu fa la mesma era a cada ves. – Comets el mateix error cada vegada.

Cualce significa «qualsevol» – no importa el que el subjecte triï. El substantiu, en general, és comptable:
- Prende cualce carta. – Tria una carta (qualsevol, no importa quina).
- Cualce contenadores va sufisi. – Els contenidors seran suficients (no importa quins).

Alga indica que no s'especifica la identitat de l'expressat pel substantiu:
Alga significa «una certa quantitat/una mica de» o «alguna cosa», i indica una quantitat no especificada de les quals s'expressa pel substantiu. Sovint es dona a entendre que la quantitat no especificada és relativament petita – en cas contrari es diria multe – però no massa petita, la qual cosa que seria poca:
- Me ia leje acel en alga libro. – Ho vaig llegir en un llibre (qualsevol).
- Cisa me va reveni a alga dia. – Puc tornar algun dia.
- Alga cosa es rompeda. – Alguna cosa està trencada.

Utilitzat amb el substantiu incomptable o un substantiu plural comptable, alga indica que tampoc s'especifica la quantitat que s'expressa amb el substantiu:
- Me va leje alga libros. – Llegiré alguns llibres.
- Alga polvo ia cade de la sofito. – Va caure una mica de pols del sostre.
- El ave alga pan en sua sesto. – Ella té una mica de pa en la canastra.

No vol dir «no», «cap quantitat» o «res de». Indica que l'expressat pel substantiu està absent o inexistent:
- Me ave no arbores en mea jardin. – No tinc arbres al meu jardí.
- Tu va senti no dole. – No sentirà res (cap dolor).
- No arbor es plu alta ca la tore Eiffel. – Cap arbre és més alt que la Torre Eiffel.
- Me ia encontra no person en la parce. – No em vaig trobar amb ningú al parc.

Sola significa «només», «únic» – solament hi ha un i no un altre, almenys, que sigui important:
- El es la sola dotor en la vila. – Ell és l'únic doctor al poble.
- Estas es la sola du parolas cual nos no comprende. – Aquestes són les úniques dues paraules que no entenem.
- Me va destrui la mur con un sola colpa. – Destruiré el mur d'un sol cop.

Aquests determinants, excepte no i sola, es poden utilitzar com a pronoms. Són pronoms especials, cadun, cualcun, algun, i nun, que es refereixen a les persones. Per a referir-se a les coses, als determinants simplement els segueix cosa.

#### Possessius
Els adjectius possessius són mea, tua, nosa, y vosa:
- Mea gato ia come un mus. – El meu gat es va menjar un ratolí.
- Me gusta multe tua dansa. – M'agrada molt el teu ball.
- Nosa ecipo va gania la premio. – El nostre equip guanyarà el premi.

També es pot indicar la possessió amb una frase de me, de tu, etcètera:
- Acel es la casa de tu. –Aquella és la teva casa.

La tercera persona és l'adjectiu possessiu sua, sense importar que el pronom equivalent seria el, lo, los, on o se:
- La ipopotamo abri sua boca. – L'hipopòtam obre la boca (la seva boca).
- Nos regarda sua dentes. – Ens fixem en les seves dents.

Per a expressar d'ells (o de si en plural), es pot usar el determinant lor en lloc de sua. Però no és obligatori. Sua es pot usar sempre (i és més tradicional), però en algunes frases lor pot ser més clar:
- La otelor mostra lor sala a sua visitores. - L'hotelera mostra la sala corresponent als seus visitants. (la sala dels visitants, no la sala de l'hotelera)
- La visitores gusta multe lor sala / sua sala. - Als visitants els agrada molt la sala que els va tocar / la seva sala.
- Ance la otelor gusta lor sala. - També a l'hotelera li agrada la seva pròpia sala.

#### Quantitatius
Els quantitatius permeten expressar la quantitat que és indicada pel substantiu:
- -s – (plural)
- un – un/a
- du, tre, cuatro… – dos, tres, quatre…
- multe – molt
- poca – poc
- plu – més (de)
- la plu – la majoria (de), el màxim (de), la major part
- min – menys (de)
- la min – la minoría (de), el mínim (de), la menor part

El marcador de plural -s és el determinant quantitatiu de base. Un sintagma nominal que inclogui un substantiu plural, no requereix cap altre determinant:
- Me va leje libros. – Llegiré (alguns) llibres.
- Me va leje la libros. – Llegiré els llibres.

A més de l'article indefinit, un és el número «u», indica una unitat del referenciat pel substantiu. Per consegüent, el substantiu ha de ser comptable i singular:
- Me ave un frate e du sores. – Tinc un germà i dues germanes.

Els altres nombres cardinals (du, tre, cuatro, etcètera) són també quantificadors.
- Me ave tre gatos obesa. – Tinc tres gats grossos.
- Me ave cuatro plu anios ca mea frate. – Soc quatre anys major que el meu germà.

Multe significa «molts». Indica una gran quantitat del referenciat pel substantiu, i s'usa amb substantius comptables i incomptables:
- Esta casa sta ja asi tra multe anios. – Aquesta casa ja es manté aquí durant molts anys.
- La pijones come multe pan. – Els coloms mengen molt pa.

Poca és el contrari de multi, i indica una petita quantitat. Significa «poc»:
- Me reconose poca persones. – Reconec algunes persones (en realitat, no moltes).
- El pote dona poca aida. – Pot donar una mica d'ajuda (en realitat, no molta).
- Compare: Me pote leje alga parolas. — Soc capaç de llegir unes quantes paraules (un número petit).

Plu significa «més». Indica una quantitat major del referenciat pel substantiu, i es pot usar amb substantius comptables i incomptables. La plu significa «la majoria», la quantitat més gran:
- Tu ave plu libros ca me. – Vostè té més llibres que jo.
- La plu linguas es bela. – La majoria de les llengües és bella.
- Plu pan es en la cosina. – Hi ha més pa en la cuina.
- La plu fango es repulsante. – La majoria del fang és repugnant.

Min és el contrari de plu, i significa «menys», indica una quantitat més petita, i es pot usar amb substantius comptables i incomptables. La min significa «la minoria», la menor quantitat:
- Me desira min vejetales ca el. – Vull menys verdura que ella.
- Tu ia leje la min libros de cualcun ci me conose. – De tots els que conec, has llegit menys llibres.
- El ave min interesa a cada dia. – Cada dia té menys interès.

Es poden usar tots els quantitatius com a pronoms.

#### Determinants de similitud
Altres quatre determinants concerneixen la similitud o la diferència:
La mesma significa «el mateix» / «la mateixa» / «els mateixos» / «les mateixes» o «el mateix». Normalment, no es pot ometre la paraula la, a pesar que es pot canviar per esta o acel:
- Tu porta la mesma calsetas como me. – Portes els mateixos mitjons que jo.
- La gera ia comensa en la mesma anio. – La guerra va començar el mateix any.
- Nos va reveni a esta mesma tema pos un semana. – Tornarem sobre aquest tema en una setmana.

Otra significa «un altre» / «uns altres» / «altra» o «altres».
- Nos ave aora esta tre otra problemes. – Tenim aquests altres problemes ara.
- La otra solve ia es plu bon. – L'altra solució era millor.
- Tu ave otra pan? – Té vostè un altre pa?

Tal significa «tal/s», «aquest tipus de», «d'aquest estil», de tal o tal altra espècie:
- Me construi un macina de tempo. – Estic construint una màquina del temps.
  - Tal cosa es nonposible. – Tal cosa és impossible.
- Me xerca un abeor. – Estic buscant a un apicultor.
  - Me no conose un tal person. – No conec a tal persona.
- Esce tu vole repinti la sala? – Vols repintar l'habitació?
  - Me prefere evita tal labora. – Prefereixo evitar aquest tipus de treball.
- Esce tu ave plu libros como estas? – Tens més llibres com aquests?
  - Si, me ave du otra tal libros. – Sí, tinc altres dos llibres d'aquest estil.

Propre indica la pertinença de la cosa pel nom al seu posseïdor. És especialment útil després del determinant sua per a aclarir que el significat és reflexiu: la cosa indicada pertany al subjecte de la frase:
- Me propre idea es an plu strana. – La meva pròpia idea és encara més estranya.
- El ia trova la xarpe de sua sposo e ia pone lo sirca sua propre colo. – Va trobar la bufanda del seu marit i la hi va posar al voltant del seu propi coll.

#### Ordre dels determinants
Els determinants segueixen aquest ordre:
- Els predeterminants tota i ambos, quan apareixen, es col·loquen davant de tots els altres.
- Després venen els articles, els demostratius, els interrogatius, determinants de selecció, o els possessius. Normalment, hi ha només un d'aquests determinants en un sintagma nominal.
- A continuació, es poden trobar quantitatius o determinants de similitud. Un determinant de similitud mai és la primera paraula d'un grup nominal comptable singular. Sempre va precedit d'un altre determinant, o de dos, si un d'ells és un predeterminant (per exemple tota la otra libro).
- Els adjectius bon i mal, a pesar que no són determinants, en general es col·loquen davant del substantiu i després de tots els determinants.

Per exemple:
- El ia colie sua poca posesedas e parti. – Va recollir les seves escasses pertinences i es va anar.
- Un otra problem es la manca de aira fresca asi. – Un altre problema és la falta d'aire fresc aquí.
- Nos no ia tradui ancora acel otra cuatro frases. – Encara no hem traduït aquelles quatre frases.
- Tota la omes ia vade a la costa. – Tots els homes van ser a la costa.

### Pronoms
Un pronom és una paraula que substitueix a un grup nominal més llarg.

#### Pronoms personals
- me – jo, el meu
- tu – tu, et, el seu, vostè, vós
- el – ell, ella, això, li, la, el (una persona)
- lo – ell, ella, això, li, la, el (una cosa)
- nos – nosaltres, ens
- vos – vosaltres, vostès, les seves
- los – ells, elles, els, les, els seus

Tu és el singular i vos és el plural en totes les situacions, formals i informals.
"El" s'usa per a referir-se a persones i animals, com a mamífers i ocells. Pot ser aplicat metafòricament també a altres criatures, als robots, a la Lluna, a tempestes, etc.
Lo s'usa per a referir-se a les coses, criatures simples, idees, conceptes, etc.
"Los" s'usa com a plural d'el i lo.
Elefen normalment no distingeix entre “ell” i “ella”. Les formes elo (“ell”) i ela (“ella”) són rares, però es poden usar per a evitar la repetició excessiva dels noms de les persones quan es parla d'un home i una dona en el mateix context.
- Do es Joana? El es en la jardin. – On està Joana? Ella és al jardí.
- Do es mea come de matina? Lo es en la cosina. – On està el meu desdejuni? Està en la cuina.

Un pronom personal pot tenir a continuació una proposició relativa. Si el sentit és clar, es pot suprimir el pronom, deixant al pronom relatiu una doble funció:
- El recorda sempre la nomes de los, ci el ia encontra. – Recorda sempre els noms de qui va trobar.
- Me respeta tu, ci es tan saja. – Et respecto (a tu), que ets tan savi.
- El ci osa, gania. – Aquell que ossa, gana.
- Ci osa, gania. – Qui ossa, gana.

On és en general un pronom indefinit. Significa «les persones en general» o «una persona qualsevol». Sovint, permet evitar l'ús de la veu passiva:
- On dise ce tu va parti. – Es diu que partiràs.

On debe repete la verbo. – S'ha de repetir el verb. / El verb ha de repetir-se.
Se es el pronom reflexiu de la tercera persona, tant del singular com del plural. Indica el subjecte del verb, no sent mai el subjecte:
- Lo limpi se. – Ell es neteja.
- Los lava se. – Ells es renten.

Els pronoms possessius («el meu», «el teu», etc.) són els determinants possessius («el meu», «el teu», etc.), precedits per la:
- Me ia trova mea libros, ma tu no ia trova la tuas. – Vaig trobar els meus llibres; però vós no vas trobar els teus.
- Lo es ance plu grande ca la mea. – També és més gran que el meu.
- No toca acel jueta! Lo no es la tua. – No tocs aquesta joguina! No és teu.

#### Grups pronominals
Tu és el singular i vos és el plural en totes les situacions, formals i informals.
El s'usa per a referir-se a persones i animals, com a mamífers i ocells. Pot ser aplicat metafòricament també a altres criatures, als robots, a la Lluna, a tempestes, etc.
Lo s'usa per a referir-se a les coses, criatures simples, idees, conceptes, etc.
Los es usa com a plural d'el i lo.
Elefen normalment no distingeix entre “ell” i “ella”. Les formes elo (“ell”) i ela (“ella”) són rares, però es poden usar per a evitar la repetició excessiva dels noms de les persones quan es parla d'un home i una dona en el mateix context.
- Do es Joana? El es en la jardin. – On està Joana? Ella és al jardí.
- Do es mea come de matina? Lo es en la cosina. – On està el meu desdejuni? Està en la cuina.

Un pronom personal pot tenir a continuació una proposició relativa. Si el sentit és clar, es pot suprimir el pronom, deixant al pronom relatiu una doble funció:
- El recorda sempre la nomes de los, ci el ia encontra. – Recorda sempre els noms de qui va trobar.
- Me respeta tu, ci es tan saja. – Et respecto (a tu), que ets tan savi.
- El ci osa, gania. – Aquell que ossa, gana.
- Ci osa, gania. – Qui ossa, gana.

On és en general un pronom indefinit. Significa «les persones en general» o «una persona qualsevol». Sovint, permet evitar l'ús de la veu passiva:
- On dise ce tu va parti. – Es diu que partiràs.
- On debe repete la verbo. – S'ha de repetir el verb. / El verb ha de repetir-se.

Se és el pronom reflexiu de la tercera persona, tant del singular com del plural. Indica el subjecte del verb, no sent mai el subjecte:
- Lo limpi se. – Ell es neteja.
- Los lava se. – Ells es renten.

Els pronoms possessius («el meu», «el teu», etc.) són els determinants possessius («el meu», «el teu», etc.), precedits per la:
- Me ia trova mea libros, ma tu no ia trova la tuas. – Vaig trobar els meus llibres; però vós no vas trobar els teus.
- Lo es ance plu grande ca la mea. – També és més gran que el meu.
- No toca acel jueta! Lo no es la tua. – No tocs aquesta joguina! No és la teva.

#### Pronoms determinants
Així com es pot emprar un adjectiu com a substantiu, es pot convertir la major part de determinants en pronoms. Els pronoms esta, acel i una altra formen sempre el plural afegint -s. Alguns altres pronoms també poden afegir -s si això aclareix el significat:
- tota, totas – tot, tota, tots, totes
- ambos – tots dos (els dos)
- esta, estas – aquest, aquesta, aquests, aquestes
- acel, aceles – aquell, aquella, aquells, aquelles
- cualce – qualsevol, qualssevol
- cada – cadascun, cadascuna
- alga – algun, alguna, alguns, algunes
- cual – quin, quins, quines
- multe – molt
- poca – poc
- plu – més
- la plu – la majoria, la major part
- min – menys
- la min – la minoria, la menor part
- un/la otra, (la) otras – un altre, una altra, uns altres, unes altres
- la mesma, la mesmas – el mateix, la mateixa, els mateixos, les mateixes
- un tal, tales – un d'aquests, un d'ells, un així

Exemples:
- Estas aspeta bela! – Aquests tenen bona pinta!
- Prende cualce. – Agafa un (qualsevol, no importa quin).
- Me no vole judi, car me gusta egal cada. – No vull prendre partit, perquè m'agraden per igual.
- Me vole grasia cada de esta persones. – Vull donar les gràcies a cadascuna d'aquestes persones.
- Alga(s) pensa ancora ce la mundo es plata. – Alguns pensen encara que la Terra és plana.
- Tu ia versa mal la vino. Alga es sur la table. – Has servit malament el vi. Alguna cosa s'ha vessat en la taula.
- Multe(s) de nos es programores. – Molts de nosaltres som programadors.
- Me no ia regarda multe(s) de acel filmas. – No he vist moltes d'aquestes pel·lícules.
- Me reconose poca(s) de la persones en la fola. – Reconec poques persones entre la multitud.
- Plu va ariva pronto. – Aviat arribaran més.
- Alga parolas es clar, ma on no pote leje fasil la plu. – Algunes paraules són clares; però la major part no és fàcil llegir-les.
- Tu ave min ca me. – Tens menys que jo.
- Me vole bonveni tota(s) de vos. – Vull donar la benvinguda a tots vostès.
- Me ia compra sinco libros nova, ma me ia lasa tota(s) en la bus. – He comprat cinc llibres nous; però els he deixat tots en l'autobús.
- Ambos de la enfantes jua felis. – Tots dos nens juguen alegrement.

Els números poden utilitzar-se com a pronoms per a indicar els grups d'una grandària determinada. Aquests pronoms no prenen generalment la -s del plural i no necessiten determinant:
- Tre de mea amis va ariva a esta sera. – Tres dels meus amics venen aquesta tarda.
- Cuanto pizas tu ia come? – Quantes pizzes has menjat?
- Cuatro! – Quatre!
- La cuatro de nos va come en junta. – Menjarem els quatre junts.
- Un de mea gatos manca. – Em falta un dels meus gats.
- La tre ia abita en la mesma aparte. – Els tres viuen en el mateix pis.

Per a indicar els múltiples imprecisos de números com sento, mil o milion, s'afegeix la -s de plural:
- On ia ave miles de persones a la conserta. – Hi havia milers de persones en el concert.
- A cada anio, miliones migra a otra paises. – Cada any, milions emigren a altres països.
- On ia vacui miles de plu persones de locas inondada par la deluvias. – S'han evacuat a milers de persones de llocs inundats per la pluja.
- On pote fatura plu sentos per servi. – Es poden demanar alguns centenars més per a servir-los.

No es pot transformar l'en pronom. S'ha d'usar el, lo i los:
- La casa de mea padre es plu grande ca lo de mea frate. – La casa del meu pare és més gran que la del meu germà.
- Lo es ance plu grande ce lo cual me intende compra. – És més gran que la que tinc intenció de comprar.

No es pot utilitzar no com a pronom, però es pot utilitzar nun i no cosa. El número zero pot també utilitzar-se com a pronom.
L'expressió idiomàtica la un la otra (o lunlotra) significa «un/una l'altra» / «els uns/les altres». Posseeix variants com la un o la otra (l'u o l'altre, etc.), la un pos la otra (o pos lunlotra, «l'u després de l'altre», etc.) així com la un sur la otra (o sur lunlotra, «l'u sobre l'altre», etc.):
- La xicos colpa la un la otra / lunlotra. – Els nois es colpegen els uns als altres.
- Me pila mea crepes la un sur la otra / sur lunlotra. – Apilo els meus panqueques, els uns sobre els altres.

En algunes frases, a un pronom li segueix un verb, per la qual cosa cap el malentès d'un determinant seguit d'un verb reutilitzat com a substantiu. Per exemple, fora de context, no es pot estar segur que acel veni de Italia «l'acció d'arribar d'Itàlia» o «aquell que ve d'Itàlia». En la majoria dels casos, el context fa que el significat sigui evident. No obstant això, els principiants i els que volen evitar qualsevol risc d'ambigüitat, poden agregar un simple substantiu – com person o cosa – després del determinant en lloc de convertir-ho en un pronom:
- Acel cosa veni de Italia. – Aquesta cosa ve d'Itàlia.
- Recorda ce alga persones (o algas) abita en sua auto. – Recorda que algunes persones viuen en els seus cotxes.

En alguns casos, es vol deixar clar que el substantiu verbal no és un verb. Amb paraules com a alga, multi, i poca, es pot afegir d'entre el determinant i el substantiu; el determinant es converteix llavors en un pronom, però el substantiu no es converteix en un verb. Amb els determinants com esta i acel, es pot agregar la davant del determinant:
- La profesor ia demanda alga de atende. – El professor va demanar una mica d'atenció.
- Multe de labora pote es evitada. – Es pot evitar una gran quantitat de treball.
- La esta deside no es un bon resulta. – Aquesta decisió no és un bon resultat.

#### Preguntes
L'elefen té dos pronoms, que serveixen per a fer preguntes:
- cual? – «quin?» (= cual cosa?) o «què?»
- ci? – «qui?» (= cual person?)

Ci solament és pronom, i no pot usar-se com a determinant.
Cual és principalment un determinant, però també s'usa sovint com a pronom, si s'accepta el petit risc que expressions com ara cual veni de Italia puguin ser malinterpretades.
Exemples:
- Cual tu gusta? – Quin t'agrada?
- Cual tu prefere, la rojas o la verdes? –Quins prefereixes: les vermelles o les verds?
- Ci vole es un milionor? – Qui vol ser milionari?
- Tu vade a la sinema con ci? – Amb qui vas al cinema?
- Cual es en la caxa? – Què hi ha en la caixa?
- Vos prefere cual? – Què és el que prefereixes?

També s'usa ci i cual en preguntes preguntes indirectes.

#### Pronoms relatius
Cual i ci funcionen també com a pronoms relatius, introduint una proposició relativa:
- cual – que
- ci – qui (= la person cual…)

El pronom relatiu per a una persona o un animal és ci. El pronom relatiu per a una cosa és cual:
- Esta es la fem de ci me ia compra mea auto. – Aquesta és la dona a la qual vaig comprar el meu cotxe.
- La fem de ci me ia oblida sua nom es denova a la porte. – La dona de qui em vaig oblidar el seu nom està de nou a la porta.
- A, vide la patetas ci segue sua madre! – Ah, mira els aneguets que segueixen a la seva mare!
- La libro cual me leje es tro longa. – El llibre que llegeixo és massa llarg.
- La casa en cual nos abita es tro peti. – La casa en què vivim és massa petita.
- La superstisios – me gusta esta parola! – cual me ia investiga es riable. – Les supersticions – m'agrada aquesta paraula –, sobre les que vaig investigar, són ridícules.
- El esperia un sonia cual el teme. – Ella experimenta un somni que tem.
- Compara: El esperia un sonia ce el teme. – Ella experimenta un somni (en el qual) té por.

Amb algunes oracions de relatiu, la frase principal omet el substantiu al qual la frase es refereixi. El propi pronom relatiu apareix en el lloc del substantiu. En tals casos, per a evitar confusions, es pot utilitzar lo cual en lloc de cual i el ci en lloc de ci:
- Acel es lo cual me ia comprende. Me ia comprende acel informa. - Això és el que vaig entendre. Vaig entendre aquell informe.
- Me comprende lo sur cual on ia instrui me. On ia instrui me sur alga cosa, e me comprende lo. - Entenc això sobre la qual cosa se'm va instruir. Se'm va instruir sobre una cosa, i ho comprenc.
- Me no recorda (el) ci me ia vide. Me ia vide el, ma me no recorda el. - No recordo a ella a qui ja vaig veure. La vaig veure, però no la recordo.
- Me no recorda (el) a ci me ia parla. Me ia parla a el, ma me no recorda el. - No recordo a ell, a qui li vaig parlar. Li vaig parlar a ell, però no li recordo.

#### Altres pronoms
Hi ha quatre pronoms especials per a indicar a les persones. Només s'usen en singular:
- algun – «algun», «algú» (= alga un, alga person)
- cualcun – «qualsevol», «qualsevol persona» (= cualce un, cualce person)
- cadun – «cadascun», «cada qui» (= cada un, cada person)
- nun – ningú (= no un, no person)

Exemples:
- Algun entre nos es la asasinor. – Algú entre nosaltres és l'assassí.
- Dise acel broma a cualcun, e el va rie. – Compte aquest acudit a qualsevol persona i riurà.
- Cadun debe reseta un premio. – Cadascun ha de rebre un premi.
- Me senta en la atrio per un ora, e nun ia parla a me. – Em sento a la sala durant una hora i ningú em dirigeix la paraula.

Els corresponents de algun, cualcun, cadun i nun per a les coses són alga cosa («alguna cosa»), cualce cosa («qualsevol/a»), cada cosa (ídem) i no cosa («res»).
Normalment, els pronoms no són modificables per determinants o adjectius, però poden ser modificats per grups preposicionals:
- Nos en la sindicato esije plu diretos. – Reivindiquem més drets en el sindicat.
- Tota de la lenio es danada. – Tota la fusta està espatllada.
- La plu de esta linguas es difisil. – La major part d'aquestes llengües són difícils.

### Adjectius
Un adjectiu és una paraula que modifica el sentit d'un substantiu. Representa les qualitats del que és indicat pel substantiu.
En elefen, els adjectius no varien en gènere ni en número.

#### Ordre de les paraules
La major part dels adjectius es col·loca darrere del substantiu al qual modifiquen. No obstant això, bon (“bo/a”) i mal (“dolent/a”) se solen col·locar davant del substantiu, excepte si són ells mateixos els modificats:
- un bon can – un bon gos
- un can plu bon – un gos millor
- la mal enfante – el nen dolent
- un mal can bon instruida – un mal gos ben ensenyat
- bon enfantes mal comprendeda – nens bons malentesos

En la majoria dels casos, és possible afegir més d'un adjectiu qualificatiu sense causar confusió. Però en alguns casos, un dels adjectius pot ser entès com un adverbi, la qual cosa altera el significat de l'adjectiu següent. Es pot col·locar e entre els adjectius per a evitar confusió:
- la nara vera longa – la història molt llarga (vera = adverbi)
- la nara vera e longa – la història veritable i llarga (vera = adjectiu)
- la om grande, forte, e stupida – l'home gran, fort i estúpid (tres adjectius)

En alguns casos, es pot col·locar un adjectiu davant del substantiu: per raons d'estil en poesies o narracions, o quan es tracta d'adjectius de pes similar:
- la peti casa bela – la caseta encantadora
- un fea arbor vea – un arbre vell i lleig

Els adjectius que més convenen per a aquest ús són els més simples i curts, com bela, fea, nova, vea, grande, i peti.

#### Comparació
Es formen els adjectius de comparació afegint els adverbis plu («més») i min («menys»). «Que» és ca en elefen:
- La cosina es plu calda ca la jardin. – La cuina és més calorosa que el jardí.
- Esta leto es min comfortosa ca me ia previde. – Aquest llit és menys confortable del que pensava.

Es formen els adjectius superlatius afegint els adverbis la plu («el més») i la min («el menys»):
- La sol es la ojeto la plu calda en la sistem solal. – El Sol és l'astre més calent del sistema solar.
- El ia ave un fia la plu bela en la mundo. – Ell tenia una filla, la més bella del món.

Es pot combinar un ordinal amb la construcció superlativa:
- Vega es la stela sinco la plu briliante en la sielo de note. – Vega és la cinquena estrella més brillant en el firmament.
- El ia deveni la om tre de la plu ricas en la mundo. – Es va convertir en el tercer home més ric del món.

Els comparatius d'igualtat es formen amb la combinació tan… como… («tan… com…»):
- La arbor ia es tan alta como un casa. – L'arbre és tan gran com una casa.

#### Adjectius com a substantius
Es pot transformar un adjectiu en un substantiu el sentit del qual és un ésser que posseeix la qualitat d'aquest adjectiu. El substantiu resultant segueix les regles habituals dels substantius: presa la -s del plural, depèn de determinants i pot ser modificat per adjectius:
- Esta anelo es perfeta sirculo. Lo es un sirculo perfeta. – Aquest anell és perfectament circular. És un cercle perfecte.
- Marilyn es un blonde, e seniores prefere blondes. – Marilyn és rossa i els homes les prefereixen rosses.

### Adverbis
Igual que els adjectius, que són paraules que modifiquen els substantius; els adverbis són paraules que modifiquen gairebé qualsevol altra cosa: verbs, adjectius, altres adverbis, determinants, preposicions, sintagmes nominals i fins i tot frases senceres. Normalment, els adverbis donen informació sobre lloc, temps, circumstància, causa, forma o grau.

#### Posició
En elefen, els adverbis i els adjectius té la mateixa forma. La diferència es veu clarament en la posició: els adjectius segueixen als substantius, els adverbis segueixen als verbs i precedeixen a altres paraules:
- La om ia studia atendosa la testo. – L'home va estudiar detingudament el text. (modificant al verb)
- Me ia veni asi en un tren riable lenta. – Vaig venir aquí en un tren ridículament lent. (modificant a l'adjectiu)
- La tren ia move asurda lenta. – El tren es va moure absurdament lent. (modificant a un altre adverbi)
- Me no oia multe bon tu. – No puc sentir-te molt bé. («multe» modifica «bon», i «multe bon» modifica «oia»)
- Cuasi sento persones ia espeta sur la plataforma. – Gairebé un centenar de persones esperaven en l'andana. (modificant a un quantificador)
- On ia escava un buco direta ante mea porte. – Van cavar un forat just davant de la meva porta. (modificant a una preposició)
- Sola la manico es rompeda. – Només el mànec està trencat. (modificant al sintagma nominal)
- Strana, el ia porta un balde de pexes. – Curiosament, ell portava una galleda de peixos. (modificant una frase)

Un adverbi (o una frase adverbial) que modifica a un verb (o la frase sencera) també es pot col·locar al principi de l'oració. I si no provoca confusió, un adverbi pot situar-se també després de l'objecte d'un verb o en el final de la frase:
- El dansa bon. – Ella balla bé.
- Pronto el va cade. – Aviat caurà.
- Surprendente, el es un xico multe bon. – Sorprenentment, és un molt bon noi.
- Me no oia tu multe bon. – No puc sentir-te molt bé.
- però: Me leje felis la libro. – Llegeixo el llibre feliçment.

En alguns casos, un adverbi davant d'un adjectiu pot estar unit per un guió per a aclarir el significat:
- la parolas nova-creada – les paraules recentment creades

Es pot aclarir també un significat verbal dient en mode o a grau:
- La melodia es bela en modo surprendente. – La melodia és sorprenentment bona.

#### Comparació
La comparació d'adverbis és exactament com la comparació d'adjectius.

#### Adverbis primaris
A més de l'enorme quantitat d'adverbis derivats d'adjectius, l'elefen té algunes paraules que són solament adverbis:
- apena – «a penes»
- cisa – «potser», «tal vegada»
- cuasi – «gairebé»
- tan – «tan» (fins a tal punt)
- tro – «massa» (en excés)
- asi – «aquí»
- ala – «allí», «allà»
- an – «fins i tot» (contràriament a l'esperat)
- ance – «també»
- ancora – «encara»
- aora – «ara»
- alora – «llavors» (en aquest moment)
- denova – «una altra vegada», «de nou», «novament»
- ja – «ja»
- nunca – «mai»
- sempre – «sempre»
- ier – «ahir»
- oji – «avui»
- doman – «demà» (l'endemà)

Tan s'utilitza en exclamacions:
- Un vista tan bela! – Quina bella vista!
- Tan stonante! – Que increïble!

#### Adverbis quantificadors
Uns certs quantificadors poden convertir-se en adverbis, indicant l'extensió o grau en què alguna cosa és el cas.
- no – «no»
- alga – «alguns/as», «alguna cosa», «bastant»
- multe – «molts/es», «molt»
- poca – «pocs/porques», «poc»
- plu – «més»
- min – «menys»
- la plu – «el més»
- la min – «el menys»

No com un adverbi significa «no», «de cap manera». Nega el que modifica. Com a cas especial, quan modifica un verb, precedeix al verb:
- Los no va comprende. – No entendran.
- Nos ave no sola un orania, ma ance du bananas. – Tenim no solament una taronja, també dos plàtans.
- O, no esta problem denova! – Oh, aquest problema una altra vegada no!

Alga com a adverbi significa «alguns/es», «alguna cosa», «bastant», «en certa manera»:
- Acel es un caso alga spesial. – Això és un cas bastant especial.
- Alga confusada, el ia cade en la lago. – Una cosa confosa, va caure en el llac.

Multe com a adverbi significa «molt», «en gran manera»:
- Me es multe coler. – Estic molt enutjat.
- El ama multe la femes. – Li agraden molt les dones.

Poca com a adverbi significa «petit/a», «lleugerament», «en menor mesura»:
- Me es poca interesada. – No estic molt interessat.
- El core poca. – Ella corre poc.

Plu i min com a adverbis signifiquen, respectivament «més» i «menys» (o «en grau més alt» i «en menor mesura»):
- Tu aspeta plu joven ca me. – Et veus més jove que jo.
- No parla plu. – No parlis més.
- Me es min contente con la resulta ca me ta prefere. – Estic menys satisfet del resultat del que volgués.

La plu i la min com a adverbis signifiquen, respectivament, «el més» i «el menys» (o «en la mesura màxima» i «en la mesura mínima»):
- “Pardona” es la parola la plu difisil. – “Ho sento” és la paraula més difícil.
- El es la om la min interesante en la mundo. – Ell és l'home menys interessant del món.
- A la min, nos ave ancora la un la otra. – Almenys ens tenim l'u a l'altre.

#### Adverbis interrogatius i relatius
Els següents adverbis poden usar-se de diverses maneres:
- cuando – «quan»
- do – «on»
- como – «com»
- cuanto – «quants/es», «quant»
- perce – «per què»

Creen preguntes directes i indirectes, i introdueixen les oracions de relatiu. Com una extensió del seu ús relatiu, també es comporten com a conjuncions i introdueixen clàusules adverbials – cuando, per exemple, és llavors la forma abreujada de a la tempo cuando. També poden ser introduïts per preposicions.
Cuando significa «quan» (a cual tempo, en cual tempo):
- Cuando nos va come? – Quan menjarem?
- La enfante demanda cuando nos va come. – El nen està preguntant quan menjarem.
- En la anio cuando me ia nase, la clima ia es multe calda. – L'any en què jo vaig néixer, el temps era molt càlid.
- Cuando nos ariva, me va dormi. – En el moment en què arribem, em dormiré.
- Nos va canta ante cuando nos dansa. – Cantarem abans de ballar.
- Nos va dansa pos cuando nos canta. – Ballarem després de cantar.
- Nos va dansa asta cuando nos adormi. – Ballarem fins que ens adormim.

Do significa «on» (a cual loca, en cual loca). Quan s'usa amb un verb de moviment, do sovint significa «a on»:
- Do es la can? – On està el gos?
- Me no sabe do nos vade. – No sé a on anem.
- En la pais do me ia nase, la clima es multe calda. – Al país on vaig néixer, el clima és molt càlid.
- El ia dormi do el sta. – Dormia on es trobava.
- Me veni de do tu ia visita me. – Vinc d'on em vas visitar.
- La polisior ia desinia un sirculo sirca do el ia trova la clave. – El policia va dibuixar un cercle al voltant d'on es va trobar la clau.

Como significa «com» (en cual modo). També serveix com una preposició que significa «igual», «com»:
- Como tu conose mea nom? – Com saps el meu nom?
- Me no comprende como tu conose mea nom. – No entenc com saps el meu nom.
- La manera como tu pasea es riable. – La forma en què camines és ridícula.
- Me parla como me pensa. – Parlo com penso.
- La descrive ia difere multe de como la loca aspeta vera. – La descripció és molt diferent de com realment es veu el lloc.
- Tua oios es como los de un falcon. – Els teus ulls són com els d'un falcó.

Cuanto significa «quant» o «quants/es» (en cual cuantia). També serveix com un quantificador amb el mateix significat:
- Cuanto la orolojo custa? –Quant costa el rellotge?
- Cuanto tu ia compra? – Quants vas comprar?
- Cuanto tu desira esta torta? – Quant vols aquest pastís?
- Me va demanda cuanto ia ariva. – Preguntaré quants han arribat.
- Nos va aida cuanto nos pote. – Ajudarem en tot el que puguem.
- Tu sabe cuanto me ama tu? – Saps quant t'estimo?

Perce significa «per què» (en diversos sentits: par cual causa, per cual razona, con cual intende). Les conjuncions corresponents són car («perquè», «per la raó que») i afin («perquè», «amb la intenció que»). La paraula especial perce s'utilitza sempre, i no per cual:
- Perce tu core? – Per què corres?
- La fem ia demanda perce la fenetra es rompeda. – La dona va preguntar per què estava trencada la finestra.

### Verbs
Un verb expressa l'execució o el cessament d'una acció (córrer, parar), una relació (tenir, perdre) o un estat (fondre's). En elefen, els verbs no canvien la seva forma per a indicar, per exemple, els temps o els modes. En el seu lloc s'utilitzen adverbis, especialment les tres partícules preverbals ia, va e ta. Un verb pot usar-se com un substantiu sense fer canvis.

#### Temps
El futur es forma amb va (una paraula d'origen francès). Els temps del passat, incloent-hi el perfecte i el plusquamperfet, es formen amb ia (que procedeix del chavacano). Aquests són els adverbis especials que precedeixen al verb. El temps present no té cap marca:
- Me canta. – Cant.
- Me va canta. – Cantaré.
- Me ia canta. – Vaig cantar / Cantava / Estava cantant / He cantat / Havia cantat.

En les narracions sovint es descriuen successos que té lloc en el passat (o en un passat imaginat) la ubicació del qual en el temps no és motiu de preocupació per al lector. En tals casos pot ometre's el ia.
El elefen no distingeix els aspectes perfecte i imperfecte del verb (per exemple: «vaig menjar», «solia menjar», «he menjat», «havia menjat»). No obstant això, es pot aclarir fàcilment la seqüència temporal de dues accions marcant la primera amb ja (“ja”):
- Cuando tu ia encontra nos, nos ia come ja. – Quan ens trobem, ja havíem menjat.
- Si tu reveni doman, me va fini ja la labora. – Si tornes demà, (ja) tindré acabat el treball.
- Sempre cuando me ateni la fini de un capitol, me oblida ja la titulo. – Cada vegada que arribo al final d'un capítol, (ja) he oblidat el títol.

Hi ha altres maneres d'aclarir la seqüència temporal:
- Me ia come ante aora. – Vaig menjar abans d'ara.
- Me ia come plu temprana. – Vaig menjar abans.
- Me ia fini come. – Vaig acabar de menjar.
- Me va come pronto. – Menjaré aviat.
- Me comensa come. – Començo a menjar.
- Me va come pos acel. – Menjaré després d'això.
- Me va come plu tarda. – Menjaré més tard.
- Me ia abitua come en la note. – Solia menjar en la nit.
- Me ia come abitual en la note. – Solia menjar en la nit.

El elefen té també ta, una partícula facultativa (que ve del crioll haitià) i que pot utilitzar-se per a indicar que alguna cosa és irreal o imaginari, hipotètic o simplement possible o desitjable. Una frase amb ta aborda una realitat alternativa. En les frases que comencen per si, “ta” s'afegeix a l'oració principal, però generalment s'omet l'oració subordinada que comença per si – però el seu ús no està prohibit. L'ús de ta pot suggerir un futur menys probable que un que usa va. També es pot utilitzar ta per a indicar una petició educada. Pot usar-se en diverses situacions que en molts idiomes utilitzen un mode condicional o subjuntiu:
- Si me ta rena la mundo, cada dia ta es la dia prima de primavera. – Si governés el món, tots els dies serien el primer dia de la primavera.
- Si lo no esiste, on ta debe inventa lo. – Si no existís, haurien d'inventar-ho.
- Si tu canta, me va escuta. – Si cantes, escoltaré.
- Si tu va canta, me va escuta. – Si cantaràs, escoltaré.
- Si tu canta, me ta escuta. – Si cantes, t'escoltaré.
- Si tu ta canta, me ta escuta. – Si cantessis, t'escoltaria.
- Me duta ce tu ta dise acel. – Dubto que diguessis això.
- Tu ta dona la sal, per favore? – Podries passar-me la sal, si us plau?

En general, només es pot utilitzar una partícula preverbal va, ia o ta amb cada verb. L'única excepció és ia ta, que té el mateix significat que el condicional perfecte en les llengües romanços i «would have» en anglès. Un exemple és un comentari graciós de Richard Nixon:
- Me ia ta es un bon pape. – “I would have made a good Pope.” – Hauria estat un bon Papa.

Contràriament al català, en elefen conserva el temps directe de l'enunciat inicial:
- El ia dise ce la sala es fria. = El ia dise: «Oji, la sala es fria.» – Va dir que l'habitació estava freda. = Va dir: «L'habitació està freda avui.»
- El ia demanda esce la sala es fria. = El ia demanda: «Esce la sala es fria?» –Ell va preguntar si l'habitació estava freda. = Ell va preguntar: «L'habitació està freda?»
- El ia pensa ce la sala ia es fria. = El ia pensa: «Ier, la sala ia es fria.» – Ell va pensar que l'habitació havia estat freda. = Ell va pensar: «L'habitació estava fregeixi ahir.»

#### Imperatiu
L'imperatiu, o la forma verbal de donar ordres, no es marca. Es diferencia del present per l'omissió del subjecte. El subjecte serà normalment el teu o vós, és a dir la persona a qui es dirigeix. S'utilitza ta ce si el subjecte ha d'esmentar-se:
- Para! = Detingui's!
- Pardona me. – Disculpi / Ho sento.
- Toca la tecla de spasio per continua. – Premi la tecla d'espai per a continuar.
- Vade a via, per favore! – Si us plau, ves-te!
- Ta ce tua rena veni! – Què vingui el teu regne!
- Ta ce nos dansa! – Ballarem!

#### Negació
Els verbs es neguen amb l'adverbi no, que precedeix tant al verb com a va, ia o ta:
- Me no labora oji, e me no va labora doman. – No treballo avui, ni treballaré demà.
- El no ia pensa ce algun es asi. – No creia que hi hagués algú aquí.
- No traversa la strada sin regarda. – No travessis el carrer sense mirar.

#### Participis
Un participi és un verb que s'usa com a adjectiu o adverbi. Els verbs formen participis actius (gerundis) amb -nte, i participis passius amb -da. Es poden usar també com a substantius. El participi actiu implica també una acció en curs, mentre que el participi passiu suggereix que l'acció va succeir en el passat:
- Un ruido asustante ia veni de la armario. – Un soroll aterridor vi de l'armari. (adjectiu)
- La om creante scultas es amirable. – L'home creant escultures és admirable. (adjectiu = la om ci crea scultas)
- El ia sta tremante en la porta. – Es va quedar tremolant a la porta. (adverbi)
- Nos ia colie tota de la composantes. – Hem recollit tots els components. (substantiu)
- Per favore, no senta sur la seja rompeda. – Si us plau, no se sent sobre la cadira trencada. (adjectiu)
- El ia leje xocada la reporta. – Va llegir l'informe commocionat. (adverbi)
- Sua novela va es un bonvendeda. – La seva novel·la serà un èxit de vendes. (substantiu)

El participi actiu pot tenir un objecte. A més, es pot utilitzar com a complement del verb és per a transmetre una idea de progressió:
- Me es lenta asorbente la informa. – Estic absorbint a poc a poc la informació.
- Me no ia disturba tu, car tu ia es laborante. – No et vaig molestar, perquè estaves treballant.

Una construcció de participi és sovint innecessària, ja que hi ha altres maneres d'expressar aquest significat:
- Me asorbe lenta la informa. – Estic absorbint a poc a poc la informació.
- Vade a via, me labora! – Ves-te, estic treballant!
- Me continua come. – Continu menjant.
- Me come continual. – Com contínuament.
- Me come tra la dia intera. – Com durant tot el dia.

El participi passiu es pot utilitzar com a complement dels verbss es o deveni per a donar un sentit passiu. Par (“per”) introdueix l'agent d'una acció passiva:
- Esta sala ia es pintida par un bufon. – Aquesta habitació va ser pintada per un pallasso.
- La sala deveni pintida. – L'habitació està sent pintada.
- Acel ponte ia es desiniada par un injenior famosa. – Aquest pont va ser dissenyat per un enginyer famós.
- Lo ia deveni conoseda ce el ia es un om perilosa. – Es va saber que era un home perillós.

Una oració activa amb on o algun com a subjecte és sovint una alternativa elegant a una oració passiva:
- On pinti la sala. – L'habitació està sent pintada.
- On no sabe cuanto persones teme aranias. – No se sap quantes persones tenen por a les aranyes.
- Algun ia come lo. – Algú s'ho va menjar.

El participi actiu d'es és esente:
- Esente un bufon, el ia senta sur la seja rompeda. – Com era un pallasso, es va asseure sobre la cadira trencada.

#### Transitivitat
Un verb transitiu és un verb que pot estar seguit directament per un grup nominal (un objecte), sense preposició. Un verb intransitiu no té objecte. Per exemple:
- Me senta. – Estic assegut. (senta és intransitiu)
- La patatas coce. – Les patates s'estan coent. (coce és intransitiu)
- El usa un computador. – Ella usa un ordinador. (usa és transitiu)
- Los come bananas. – stan menjant plàtans. (come és transitiu)

La transitivitat en elefen és flexible. Per exemple, si s'agrega un objecte després d'un verb intransitiu, el verb es torna transitiu. Des d'un punt de vista semàntic, l'objecte correspon al subjecte intransitiu, i el verb vol dir ara «causa que (l'objecte)…».
- Me senta la enfantes. – Sento als nens. (= Me causa ce la enfantes senta)
- Me coce la patatas. – Cuino les patates. (= Me causa ce la patatas coce)

L'objecte d'un verb transitiu vaig poder ometre's si és obvi a partir de la situació o el context:
- El canta un melodia. – Està cantant una melodia. > El canta. – Canta. (= El canta alga cosa)

Quan l'objecte d'un verb i el subjecte són la mateixa cosa, es pot utilitzar un pronom reflexiu com a objecte:
Me senta me. – Em sento. (= Me deveni sentante)
La porte abri se. – La porta s'obre. (= La porte abri – però posant l'accent que ningú sembla obrir-la o que sembla que ella s'obre sola)
I per a precisar que un verb està en forma transitiva, es poden utilitzar expressions com a fa o causa:
- Me fa ce la enfantes senta. – Faig asseure als nens. (= Me senta la enfantes)
- Me causa ce la fango adere a mea botas. – Faig que el fang s'adhereixi a les meves botes. (= Me adere la fango a mea botas)

En alguns idiomes el subjecte d'un verb transitiu pot tenir un complement. En elefen, s'utilitzen altres construccions:
- Los ia eleje el a presidente. – Li van elegir com a president. (preposició que indica un resultat)
- Me ia pinti la casa a blanca. – Vaig pintar la casa de blanc. (preposició que indica el resultat)
- Me ia fa ce el es felis. – Li vaig fer feliç. (proposició nominal)
- El ia dise ce me es stupida. – Em va dir que jo era ximple. (proposició nominal)

L'única excepció és el verb nomi (cridar/citar), i es considera com una aposició:
- La esplorores ia nomi la rio la Amazon. – Els exploradors van cridar al riu l'Amazones. (= li van donar el nom d'Amazones)

#### Verbs amb subjectes
Cada verb finit té en elefen un subjecte, fins i tot si només és un pronom impersonal.
En alguns idiomes, s'omet el subjecte dels verbs que es relaciona amb el clima o l'estat d'ànim general. En elefen s'usa lo:
- Lo neva. – Neva.
- Lo va pluve. – Plourà.
- Lo es tro calda en esta sala. – Fa molta calor en aquesta habitació.
- Lo es bon – Això és bo.

De la mateixa manera, quan el subjecte real és un sintagma nominal, després del verb s'usa lo abans del verb:
- Lo pare ce tu es coreta. – Sembla que tens raó.
- Lo es importante ce me no oblida esta. – L'important és que no se m'oblidi.

Amb el verb es, quan el subjecte és un pronom (del tipus el, lo, o los) seguit d'una proposició relativa, es pot col·locar la proposició relativa al final de la frase, i usar lo com pseudo-subjecte d'es:
- Lo es me ci ama Maria. = El que estima a María soc jo. – soc jo el que ama a María.
- Lo es Maria ci me ama. = La que estima és María. – És María la que m'estima.
- Lo es la bal blu cual me ia perde. = És la pilota blava la que vaig perdre. = La pilota blava és el que he perdut.

S'utilitza on ave per a indicar que una cosa existeix o és present:
- On ave un serpente en la rua. – Hi ha una serp en el camí.
- On no ave pexes en esta lago. – No hi ha peixos en aquest llac.
- On ave multe persones asi oji. – Hi ha molta gent aquí avui.

#### Verbs usats com a substantius
En elefen es pot fer servir un verb com a substantiu de dues formes: l'infinitiu i el substantiu verbal. Tots dos usen el verb sense modificar.
L'infinitiu introdueix una classe especial de proposició nominal, anomenada «proposició infinitiva», el significat de la qual és com una proposició introduïda per ce. L'infinitiu continua sent un verb, capaç de ser seguit per adverbis i un objecte, i de negació per la paraula no, posada davant seu. És important remarcar que no accepta subjecte o un indicador de temps o estat d'ànim.
Lús més comú duna proposició infinitiva és com a objecte dun altre verb. Els subjectes dels dos verbs són usualment el mateix, però poden ser diferents si el significat ho suggereix, com en l'exemple amb proibi a sota:
- Me espera ariva ante tua parti. – Espero arribar abans de la sortida.
- Me ia gusta multe escuta oji mea musica. – Em va agradar molt escoltar la meva música avui.
- On pote nunca spele coreta mea nom. –Les persones mai no se les arreglen per lletrejar el meu nom correctament.
- El teme no velia en la matina. – Té por de no despertar-se al matí.
- La empleor proibi come sanduitxes en la ofisia. - L'ocupador prohibeix menjar sanguinatges a l'oficina.

Els infinits sovint també són trobats després de preposicions, on es poden acceptar però no abans; i adverbis i un objecte després d'ells:
- Me viaja per vide la mundo. – Viatjo per veure el món.
- El ia mori pos nomi sua susedor. – Va morir després de designar el seu successor.
- El ia abri la noza par colpa lo forte con un martel. – Va obrir la nou copejant-la fortament amb un martell.
- On no pote pasea tra la mundo sin lasa impresas de pede. – No es pot viatjar pel món sense deixar empremta.

Per contrast, el substantiu verbal és només un substantiu, i normalment és precedit per la o altre determinant. El substantiu denota un succés o lacció del verb, o el seu resultat immediat. Podeu acceptar adjectius, però una preposició (normalment de) ha de ser usada si un objecte necessita ser inclòs:
- Sua condui ia es vera xocante. – El seu comportament va ser realment impactant.
- El ia destrui sua labora intera. - Ella va destruir la seva feina sencera.
- La valsa e la samba es dansas. – El vals i la samba són balls.
- Esta va es un ajunta bela a la ragu. – Això serà un bon complement per al guisat.
- Me ia prepara du traduis de la testo. – Vaig preparar dues traduccions del text.
- «Lfn» es un corti de «lingua franca nova». – «LFN» és una abreujament de «lingua franca nova».
- La universo ia es estrema peti a la momento de sua crea. – L'univers era extremadament petit al moment de la seva creació.

Amb un verb com a junta, hi ha poca diferència entre un junta i un juntada. Però la traduïda és el text original a partir del qual la traducció es produeix, de la mateixa manera que un crea és l'acte de crear una creada. Aquesta és la conseqüència de la importància dels objectes dels propis verbs: -da sempre fa referència a l'objecte. Amb cregui, l'objecte és també el resultat d'un acte; però amb tradui, l'objecte és el resultat de dues coses diferents. Per a alguns verbs, per exemple dansa, on l'objecte i l'acte són la mateixa cosa, es diu una dansa i no pas una dansada.
Una proposición infinitiva puede ser usada como el sujeto de un enunciado:
- Nada es un eserse gustable. – Nedar/la natació és un exercici gaudible.
- Nada en fango no es un eserse gustable. - Nedar amb fang no és un exercici gaudible.
- Scrive la novela ia aida el a boni sua stilo. - Escriure la novel·la la va ajudar a millorar el seu estil.

Però, a l'escriptura, si una proposició infinitiva és llarga, el lector podria malinterpretar el verb infinitiu com una ordre, almenys fins que es descobreixi el verb principal de l'enunciat. Es pot evitar això canviant l'infinitiu a un substantiu verbal, afegint la o altre determinant davant de la proposició, o usant el plural:
- La nada en fango no es un eserse gustable. - La natació en fang no és un exercici gaudible.
- La scrive de la novela ia aida el a boni sua stilo. – La redacció de la novel·la la va ajudar a millorar-ne l'estil.
- Eras es umana, pardonas es divin. – Errar és humà, perdonar és diví.

### Preposicions
Una preposició és una paraula especial que introdueix un grup nominal, formant una frase preposicional. Una frase preposicional normalment modifica un substantiu, pronom, adjectiu, adverbi o pot modificar una frase completa. La preposició indica com el sintagma nominal es refereix a l'estructura continguda, mostrant la funció que té en la modificació.
L'elefen té 22 preposicions.

#### a
A significa «en» (a vegades, es pot traduir com «a» en català). Presenta un lloc o un temps com un punt simple, o com un espai general o període, ignorant la seva estructura interna:
- Nos senta a la table. – Estem asseguts a la taula.
- Me va encontra tu a la crus de vias. – Ens trobem en l'encreuament.
- La scala apoia a la mur. – L'escala està recolzada en el mur.
- Tua casa es a lado de mea casa. – La teva casa està al costat de la meva.
- El reposa a casa. – Està descansant a casa.
- Sudan es a sude de Misre. – Sudan està al sud d'Egipte.
- La barco es a mar. – El vaixell està en la mar.
- El ia fini la labora a la comensa de la anio. – Ha acabat el treball al principi de l'any.
- A medianote, on va vide focos artal. – A mitjanit, hi haurà focs artificials.
- Me debe parti a la ora des-ses. – Haig d'anar-me a les setze hores.

Per extensió en sentit figurat, a introdueix el punt de referència en una relació:
- Tu sta tro prosima a la borda. – Estàs parada massa prop de la vora.
- La forma de Italia es simil a un gama. – La forma d'Itàlia és similar a una cama.
- Esta pen parteni a me. – Aquesta ploma em pertany.
- Cual aveni si on no conforma a la regulas? – Què passa si un no s'ajusta a les regles?
- A la min tredes persones espeta. – Almenys trenta persones estan esperant.

A més, a pot expressar el moviment cap a un punt. Això inclou moviments metafòrics com les transferències als beneficiaris, i canvia a un estat nou:
- Me viaja a New York. – Estic viatjant a Nova York.
- Pone tua libros a via. – Posa els teus llibres a distància.
- El leva sua oios a la sielo. – Aixeca els seus ulls al cel.
- El ia dona un oso a la can. – Li ha donat un os al gos.
- La sorsor ia cambia se a un capra. – El mag es va transformar en una cabra.
- La seja ia cade a pesos. – La cadira va caure en trossos.
- La xico ia ajunta sua nom a la lista. – El noi ha afegit el seu nom a la llista.
- Dise a me tua nom. – Digues-me el teu nom.
- Me no va responde a acel demanda. – No respondré a aquesta pregunta.
- Nos desira a tu un bon aniversario. – Et desitgem un bon aniversari.
- Tua idea pare asurda a me. – La teva idea em sembla absurda.
- Me pasea longo la strada, de un fini a la otra. – Passeig al llarg del carrer, d'un extrem fins l'altre.
- Tu irita me de tempo a tempo. – Tu em molestes de tant en tant.
- La note progresa a la lus prima. – La nit avança cap a l'alba.
- De lundi a jovedi es cuatro dias. – De dilluns a dijous hi ha quatre dies.

De fet, qualsevol preposició que indica una ubicació també pot indicar moviment cap a aquesta ubicació. Per exemple, en me pone mea libros en mea saco (“Poso els meus llibres en la meva bossa”), en, òbviament, implica el moviment “endins”. Quan es necessita un aclariment addicional, a se pot col·locar abans de la preposició per a aclarir el sentit de moviment cap a:
- Core a la casa. – Corre a la casa.
- Core en la casa. – Corre a la casa.
- Core a en la casa. – Corre dins de la casa.
- La gato salta sur la table. – El gat salta en la taula.
- La gato salta a sur la table. – El gat salta sobre la taula.

Un ús especial d'a és davant una preposició, per a crear un adverbi. Si la preposició denota un lloc, la combinació suggereix el moviment en la direcció indicada. A davant i a post també s'utilitzen per a referir-se als temps anterior o posterior:
- La can core a ante. – El gos corre cap endavant.
- Tu pote pone tua saco a supra. – Pots posar el teu sac a dalt.
- La sumerjor ia vade a su. – El bus s'ha submergit.
- Vide a su. – Mira a baix.
- Me ia visita esta vila a ante. – He visitat aquest poble abans.
- Nos pote reveni a pos. – Podem tornar després.

Un altre ús especial d'és afegir un complement a l'objecte en una oració. (En alguns casos, altres preposicions també es poden utilitzar per a aquest propòsit.)
- El ia pinti sua casa a blanca. – Ha pintat la seva casa de blanc.
- Me va servi la gambas a/en fria. – Serviré les gambes fredes.
- Los ia eleje Maria a/per presidente. – Han elegit a María com a president.

El complement pot ser un infinitiu. Per se pot utilitzar en lloc de a, però llavors el significat és que el subjecte del verb principal té la intenció de realitzar l'acció del verb infinitiu. A indica que el subjecte proposa a l'objecte que el faci:
- El comanda la soldatos a ataca la fortres. – S'ordena als soldats per a atacar la fortalesa.
- Me va instrui vos a parla la lingua. – Us ensenyaré a parlar la llengua.

#### ante
Davant significa «abans» o «davant de». És contrari a post.
En l'espai, davant indica una ubicació en la part més important d'un objecte especificat. De quin costat és més important depèn de l'objecte i el seu context. Moltes coses tenen una part òbvia que està enfront del món; en altres casos davant simplement significa «en el costat més pròxim de»:
- Mea peto es ante mea dorso. – El meu pit està davant de la meva esquena.
- La jornales es ante la libros. – Els diaris estan davant dels llibres.
- Lo es tan oscur ce me no pote vide mea mano ante mea oios. – Està tan fosc que no puc veure la meva mà davant dels meus ulls.
- Un can reposa ante la boteca. – Un gos està tirat davant de la botiga.
- Nos ave multe labora ante nos. – Tenim molta feina davant nosaltres.

Referit al temps, davant indica un punt que precedeix a un moment determinat:
- Janero veni ante febrero – Gener ve abans que febrer.
- Los intende fini la labora ante la reposa de sol. – Intenten acabar el treball abans del vespre.
- Verje a sinistra ante la fini de la strada. – Gira a l'esquerra abans de la fi del carrer.
- Nos esperia la lampo ante la tona. – Experimentem el llamp abans del tro.

Davant també pot indicar el moviment d'un punt enfront d'alguna cosa (= a ante):
- On ia pone un monton de libros ante me. – Ells han posat un munt de llibres davant el meu.
- Me veni ante tu per demanda per tua pardona. – Vinc davant teu per a demanar el teu perdó.

Ante cuando, o ante ce, significa “abans” com a conjunció («abans del moment que»):
- Nos vide la lampo ante cuando nos oia la tona. – Veiem la llum abans de sentir el tro.

#### asta
Asta significa «fins a» un lloc, objecte o moment:
- El ia acompania me asta mea auto. – M'ha acompanyat fins al cotxe.
- La tera es covreda con neva asta la montania. – La terra està coberta amb neu fins a la muntanya.
- Me es empapada asta mea pel. – Estic xopat fins a la pell.
- La custa ia cade asta sola un euro. – El preu va caure fins només un euro.
- El ia visita cada pais de Andora asta Zambia. – Ella va visitar tots els països des d'Andorra fins a Zàmbia.
- Studia la pajes dudes-sinco asta cuatrodes-du. – Estudia les pàgines des de la 25 fins a la 42.

Això condueix a la sensació temporal d'asta, que és «fins a»:
- El labora asta medianote. – Ell treballa fins a mitjanit.
- Espeta asta la estate. – Espera fins a l'estiu.
- Asta doman! – Fins demà!

#### ca
Ca significa «que». Indica el punt de referència per a una comparació de desigualtat:
- Mea can es plu intelijente ca me. – El meu gos és més intel·ligent que jo.
- Acel es multe min interesante ca esta. – Aquest és molt menys interessant que aquest.
- La sielo e tera ave plu cosas ca tu imajina en tua filosofia. – Hi ha més coses en el cel i la terra que les que tu imagines en la teva filosofia.

#### como
Como significa «com» o «similar a». Indica el punt de referència per a una comparació d'igualtat:
- El rie como un iena. – Riu com una hiena.
- Tua cor es dur como petra. – El teu cor és dur com una pedra.
- Iogurte es como crema. – El iogurt és com la crema.
- Tu ia veni a la mesma conclui como me. – Has arribat a la mateixa conclusió que jo.
- Me pote salta tan alta como tu. – Puc saltar tan alt com tu.
- Condui como un adulte. – Comporta't com un adult.

#### con
Con significa «amb». És contrari a sin.
Introdueix un acompanyant, cosa o estat:
- Me vide la xica con sua padre. – Veig a la noia amb el seu pare.
- Los vole come con nos. – Ells/es volen menjar amb nosaltres.
- Nos bevi cafe con lete. – Nosaltres bevem cafè amb llet.
- On ia misca la zucar con sal. – S'ha barrejat el sucre amb la sal.
- No multe parolas comensa con X. – No moltes paraules comencen amb X.
- El ia dona a me un libro con multe fotos. – M'ha donat un llibre amb moltes fotos.
- Elena es un xica con capeles roja. – Elena és una noia pèl-roja.
- La om vea senta con un pipa en sua boca. – L'ancià està assegut amb una pipa en la boca.
- Sua sposa regarda el con stona. – La seva esposa ho mira amb sorpresa.
- Compara esta con la clima de ier. – Compara aquest amb el clima d'ahir.
- Tota cambia con la pasa de tempo. – Tot canvia amb el pas del temps.
- A cada dia, me leva con la sol. – Cada dia, m'aixeco amb el Sol.
- E con acel parolas, el ia desapare. – I amb aquestes paraules, ella va desaparèixer.

Con també pot significar «per mitjà de», que presenta alguna cosa que s'utilitza com una eina:
- Me scrive con un pen. – Escric amb una portamines.
- Nos oia con nosa oreas. – Sentim amb les nostres orelles.
- La cavalo colpa con sua pede. – El cavall colpeja amb la seva pota.
- El ia compra un casa con la mone cual el ia erita. – Ha comprat una casa amb els diners que va heretar.

Quan una acció es produeix gràcies a alguna cosa més o menys abstracte, similar a l'eina, es prefereix par.
An con significa «fins i tot amb»:
- Nos va fali an con tua aida. – Ens equivocarem fins i tot amb la teva ajuda.

#### contra
Contra significa «contra».
Presenta alguna cosa que s'enfronta o es mou en la direcció oposada, ja sigui des d'un punt de vista real o metafòricament:
- Clui tua oios contra la lus. – Tanca els teus ulls contra la llum.
- Esta camera es secur contra acua. – Aquesta cambra és aquàtica.
- La elinicas antica ia batalia contra Persia. – Els antics grecs van lluitar contra Pèrsia.
- La scala es contra la serca. – L'escala està contra la tanca.
- El lisca e cade contra la mur. – Es llisca i cau contra la paret.
- Nada contra la flue es difisil. – Nedar contra corrent és difícil.
- Me es contra la gera. – Estic en contra de la guerra.
- Tu ia ata contra mea desiras. – Tu ja has actuat en contra dels meus desitjos.

#### de
De significa «de». Presenta alguna cosa com l'origen:
- Me es de New York. – Soc de Nova York.
- Me viaja de Paris a London. – Viatjo de París a Londres.
- La paperes ia cade de la fenetra. – Els papers han caigut de la finestra.
- Me ia reseta un letera de la re. – He rebut una carta del rei.
- La furor asconde sua fas de la cameras. – El lladre va amagar el seu rostre de les cambres.
- La acua difere de la asida par sua cimica. – L'aigua es diferencia de l'àcid per la seva química.
- La resulta depende de la metodo usada. – El resultat depèn del mètode usat.
- Nos labora ja de la lus prima. – Hem estat treballant des de l'alba.
- Multe anios ia pasa de la gera. – Molts anys han passat des de la guerra.
- La table es fada de lenio. – La taula està feta de fusta.
- Tu gusta carne de oveta? – T'agrada la carn d'ovella?

Per extensió, d'introdueix a la persona o cosa a la qual pertany alguna cosa:
- Acel es la auto de mea frate. – ÉAquest és el cotxe del meu germà.
- Me gusta escuta la canta de la avias. – M'agrada escoltar el cant dels ocells.
- El ia es impresada par la cuietia de la foresta. – S'ha sorprès per la quietud del bosc.
- Dona un peso de torta a me, per favore. – Dona'm un tros de coca, si us plau.

De forma més abstracta, de sovint indica una relació general entre dues coses, o entre una qualitat o acció i una cosa:
- Me ave tre caxas de libros per vende. – Tinc tres caixes de llibres per a vendre.
- El ia presta a me un tela de un color fea. – Ell/ella m'ha prestat una tela d'un color lleig.
- La tore ave cuatro metres de altia. – La torre té quatre metres d'altura.
- Esta balde es plen de pexes. – Aquest baldi està ple de peixos.
- Nos vole es libre de vos. – Volem alliberar-nos de vostès.
- La ora ia veni per parla de multe cosas. – Ha arribat el moment de parlar de moltes coses.
- El que seria un substantiu compost en algunes llengües s'expressa comunament com dos substantius units per de en elefen:
- Mea oculo de sol es rompeda. – Les meves ulleres de sol estan trencades.
- La gavota es un avia de mar. – La gavina és un ocell de mar.
- Esta va es tua sala de dormi. – Aquest serà el teu dormitori.
- Tu ia oblida aplica la freno de mano. – T'has oblidat de posar el fre de mà.
- Per sua come de matina, el bevi sola cafe. – Per al seu desdejuni, ella beu sol cafè.
- El es la campion de mundo de tenis de table. – Ell és el campió del món de tennis de taula.

D'ocorre com el segon element en una sèrie d'expressions fixes que funcionen com a preposicions compostes:
- Los ia ajunta tota la ingredientes con eseta de la sal. – Han afegit tots els ingredients amb excepció de la sal.
- Los ia usa zucar en loca de sal. – Han usat sucre en lloc de sal.
- Me es tarda par causa de un conjesta de trafica. – M'he retardat per culpa d'una congestió de trànsit.
- La campaneria es a destra de la catedral. – El campanar està a la dreta de la catedral.

De pot col·locar-se abans d'una altra preposició per a indicar el moviment allunyant-se de:
- La gato salta de sur la seja. – El gat salta des de la cadira.
- Un arania rampe de pos la orolojo. – Una aranya s'arrossega des de darrere del rellotge.
- La pasaros asende de entre la arbores. – Els pardals pugen d'entre els arbres.

Igual que a, de pot convertir una preposició en un adverbi. L'adverbi significa «des de la ubicació suggerida pel context»:
- La monstro ia veni de su. – El monstre va venir des de baix.
- La gidor ia cria de ante, ma me no ia pote oia. – El guia estava cridant des de la part davantera, però jo no podia sentir-lo.

De cuando, o de ce, significa «des de» com a conjunció («des del moment que»):
- De cuando me ia es un enfante, me desira sta sur la luna. – Des que soc nen, desitjo estar sobre la lluna.

#### en
En significa «en». És contrària a estra.
Indica una ubicació en l'espai o en el temps que està totalment o parcialment continguda en una altra cosa:
- Mea cor es en mea peto. – El meu cor està en el meu pit.
- La sol es en la sielo. – El Sol està en el cel.
- Nos espeta en la auto. – Estem esperant en el cotxe.
- La plantas es en vasos. – Les plantes estan en tests.
- Sua ditos es fisada en la manico de un tas. – Els seus dits estan atrapats en l'ansa d'una tassa.
- Me ave alga pensas en mea mente. – Tinc alguns pensaments en la meva ment.
- Gatos no gusta es en acua. – Als gats no els agrada estar en l'aigua.
- Nos no vide la stelas en la dia. – No veiem les estrelles durant el dia.
- Beethoven ia nase en 1770. – Beethoven va néixer en 1770.
- Nos ia visita la museo en febrero. – Hem visitat el museu al febrer.
- El ia scrive la libro en tre semanas. – Ha escrit el llibre en tres setmanes.

En sentit figurat, la ubicació pot ser un estat, o una activitat, o una manera:
- Me no vole viaja en esta clima. – No vull viatjar amb aquest clima/temps.
- La construida es en foco. – L'edifici està en flames.
- Nos es en peril. – Estem en perill.
- Esce nos es en acorda? – Estem d'acord?
- En ajunta, me vide un problem nova. – Per afegiment, veig un nou problema.
- En fato, me vide du problemes. – De fet, jo veig dos problemes.
- Nos ia pasa un ora en conversa. – Hem passat una hora conversant.
- La enfantes senta en un sirculo. – Els nens estan asseguts en un cercle.
- Me va repete esta en elinica. – o repetiré en grec.
- La presos es en euros. – Els preus estan en euros.

En també pot significar «dins de» (= a en):
- El ia cade en la rio. – Ha caigut al riu.
- Pone la dejetada en la baldon. – Posa les escombraries en el contenidor.
- Un bon idea ia veni en sua testa. – Una bona idea li va venir al capdavant.
- Me ia tradui la article en franses. – He traduït l'article al francès.
- Nos pasa en un eda nova. – Estem passant a una nova era.

En cuando, o en ce, significa «mentrestant», «en un punt durant el moment en què»:
- Lo ia comensa pluve forte en cuando la reportor ia parla. – Va començar a ploure fortament, mentre que el reporter estava parlant.

#### entre
Entre significa «entre». Indica que un lloc o temps està envoltat per altres dos o més.
- Mea testa es entre mea oreas. – El meu cap està entre les meves orelles.
- La table es entre la seja e la mur. – La taula està entre la cadira i la paret.
- Txesco es entre Deutxland, Osteraic, Slovensco, e Polsca. – Txèquia està entre Alemanya, Àustria, Eslovàquia, i Polònia.
- El viaja entre Paris e Madrid a cada semana. – Viatja entre París i Madrid cada setmana.
- Tu es entre amis asi. – Aquí estàs entre amics.
- La bal ia cade entre la flores. –La pilota va caure entre les flors.
- Cual es la difere entre un mur e un serca? – Quina és la diferència entre una paret i una tanca?
- Elefen promove comunica entre poplas. – L'elefen promou la comunicació entre els pobles.
- On va ave un interval de des minutos entre la du atas. – Hi haurà un interval de deu minuts entre els dos actes.
- El ia nase entre la geras. – Ha nascut entre guerres.
- Me velia usual entre sete e oto. – Jo m'aixeco normalment entre les set i les vuit.
- On debe paia entre des e dudes euros. – Cal pagar entre deu i vint euros.

#### estra
Estra significa «fora». El contrari és en.
Indica que una cosa no està continguda en una altra:
- Mea sapato es estra mea calseta. – La meva sabata està per fora del mitjó.
- El abita estra la site. – Viu fora de la ciutat
- On no ave aira estra la barcon. – No hi ha aire fora del vaixell.
- Tu es aora estra peril. – Ara estàs fora de perill.
- No telefoni estra la oras de labora. – No telefoni fos de les hores de treball.

Estra també pot indicar el moviment des d'una ubicació (= a estra):
- La enfantes core estra la casa. – Els nens corren fora de la casa.

En sentit figurat, estra pot significar «excepte»:
- El recorda no cosa estra sua nom. – No recorda res excepte el seu nom.

#### longo
Longo significa «per» / «al llarg de». Indica la ruta que alguna cosa segueix a mesura que es mou:
- Me pasea longo la strada. – Passeig pel carrer.
- La balsa ia flota longo la rio. – La bassa surava pel riu.
- La xico lisca longo la ramo. – El nen es llisca al llarg de la branca.
- Un arania rampe longo mea gama. – Una aranya grimpa per la meva cama.

Per extensió, també pot significar «segons» el que algú ha dit o escrit:
- Longo la predise, oji va es an plu calda. – Segons el pronòstic, avui serà encara més càlid.
- La viaja tra tempo es posible, longo esta fisiciste. – El viatge en el temps és possible, segons aquest físic.

#### par
Par significa «per». Indica l'agent d'un verb passiu, o l'autor d'una creació:
- El ia es colpada par un bal de neva. – Ha estat colpejada per una bola de neu.
- Me es surprendeda par tua reata. – Estic sorprès per la teva reacció.
- Suiz es ensircada par otra paises. – Suïssa està envoltada per altres països.
- Hamlet es un teatral par Shakespeare. – Hamlet és una obra de Shakespeare.

Per extensió, també indica una acció o mètode pel qual es fa alguna cosa:
- Me ia viaja asi par tren. – He viatjat aquí amb tren.
- Roberto es mea fio par sposi. – Roberto és el meu fillastre.
- La botelas es codigida par color. – Les ampolles estan codificades per colors.
- Nos ia descovre tua secretas par nosa spiores. – Hem descobert els teus secrets per mitjà dels nostres espies.
- La prisonida ia evade par asconde su un camion. – El presoner es va escapar amagant-se sota un camió.
- Me va destrui la serca par sola un colpa de pede. – Destrossaré la tanca d'una única puntada.
- On no pote solve esta problem par negosia. – No es pot solucionar aquest problema negociant.

Quan un verb transitiu es converteix en un substantiu, i el subjecte i l'objecte del verb són de naturalesa similar (per exemple, els dos són persones), par s'utilitza per a indicar el subjecte i de o a per a indicar l'objecte:
- La ama par la madre. – Amor de mare.
- La ama de/a la madre. – L'amor per la mare.
- La ataca de la troianes par la elinicas. – L'atac als troians pels grecs.

#### per
Per significa «per» o «per a». Introdueix un objectiu o destinatari:
- Nos labora per mone. – Nosaltres treballem per diners.
- Tases és usada per bevi. – Les tasses s'usen per a beure.
- Me viaja per vide la mundo. – Viatjo per a veure el món.
- Tu es vestida per un sera de dansa. – Tu estàs vestida per a una tarda de ball.
- Me va vade a la botecas per tu. – Aniré als locals per vós.
- El ia scrive la libro per sua madre. – Ha escrit el llibre per a la seva mare.
- La viaja va es perilosa per tu. – El viatge serà perillós per a vós.
- Me batalia per mea vive. – Lluito per la meva vida.
- Per esta razona, me no pote parla longa. – Per aquesta raó, no puc parlar molt.
- Per esemplo, considera la balena. – Per exemple, considerin la balena.

Per extensió, també indica una direcció cap a alguna cosa:
- La amis ia parti per la costa. – Els amics van ser a la costa.
- El colpa la bal per la gol. – Colpeja la pilota per a ficar gol.

Per extensió, també indica un article intercanviat per un altre:
- Tu ia paia tro per acel computador. – Vas pagar massa per aquesta computadora.
- Me ia compra lo per mil euros. – Ho he comprat per mil euros.
- Grasias per tua carta postal. – Gràcies per la teva postal.

Es pot indicar un període previst:
- Nos vade a Colorado per un semana. – Anem a Colorado per una setmana.
- Me no va retarda tu per plu ca un minuto. – No et retardaré més d'un minut.

Com a cas especial, per introdueix alguna cosa que es veu afavorit o representat:
- Me ia vota per la proposa, ma tu ia vota contra lo. – He votat per la proposta, però vós vas votar en contra.
- Car tu no ia es ala, me ia parla per tu. – Com no eres allí, vaig parlar per tu.

#### pos
Pos significa «darrere de» o «després de». El seu contrari és davant.
En l'espai, indica una ubicació en el costat menys important d'un objecte especificat:
- Mea dorso es pos mea peto. – La meva esquena està darrere del meu pit.
- La aparatos es pos un porte securida. – Els aparells estan darrere d'una porta de seguretat.
- La xicos turbosa ia asconde pos la cabana. – Els nens entremaliats s'han amagat darrere del rafal.

Temporalment, post indica un punt que segueix a un temps especificat:
- Desembre veni pos novembre. – Desembre va després de novembre.
- Los va comensa bevi pos la reposa de sol. – Començaran a beure després del capvespre.
- Verje a destra pos la eglesa. – Gira a la dreta després de l'església.
- Me va reveni pos tre dias. – Tornaré en tres dies.

Pos també pot indicar el moviment d'un punt des de darrere d'alguna cosa (= a pos):
- La serpente ia desapare pos la arbor. – La serp va desaparèixer després de l'arbre.

Pos cuando, o pos ce, significa «després» com una conjunció («després del temps que»):
- Nos oia la tona pos cuando nos vide la lampo. – Sentim el tro després d'haver vist un llamp.

#### sin
Sin significa «sense». Indica alguna cosa que està absent:
- Tua sposa gusta sua cafe sin lete. – A la teva dona li agrada el cafè sense llet.
- Me ia pasea tra la pluve sin parapluve. – He passejat sota la pluja sense paraigua.
- On ave no fuma sin foco. – No hi ha fum sense foc.
- Me va decora la casa intera sin aida. – Decoraré la casa sencera sense ajuda.
- Tu es tota sin compatia. – Ets tot menys compassió.
- El ia adormi sin intende. – Ella va dormir sense intenció.
- La rexercor ia sorti sin descovre la responde. – L'investigador va deixar la resposta sense descobrir.
- La depinta ia cade sin causa evidente. – La pintura ha caigut sense causa evident.

#### sirca
Sirca significa «voltant». Indica una posició que envolta o tanca alguna cosa més:
- La campores fa cantas sirca la foco. – Els acampadors canten cançons al voltant del foc.
- Mea mano es cluida sirca mea diton. – La meva mà es va tancar al voltant del meu polze.
- Edera crese sirca la tronco. – L'heura creix al voltant del tronc.
- On ave pinta verde sirca la fenetras. – Hi ha pintura verda al voltant de les finestres.

També pot indicar el moviment al voltant d'alguna cosa:
- La luna vade sirca la tera, e la tera vade sirca la sol. – La Lluna gira al voltant de la Terra, i la Terra gira al voltant del Sol.
- Nos intende viaja sirca la mundo par cavalo. – Tenim la intenció de viatjar al voltant del món en cavall.
- El vaga sirca la jardin e ole la flores. – Ell passeja al voltant del jardí i fa olor les flors.

Amb expressions de temps i quantitat, sirca indica que el valor és aproximat – el valor real està en algun lloc al voltant del rang:
- Me ave sirca sincodes anios. – Tinc uns 50 anys d'edat.
- Me pote pensa a sirca sento razonas per no revela mea eda. – Puc pensar en unes cent raons per a no revelar la meva edat.
- La conserta ia comensa sirca dui pos dudes. – El concert va començar al voltant de les vint i mitja.
- Sirca la lus prima, me ia oia tua can abaiante. – A l'alba, vaig sentir el teu gos bordant.

#### su
Su significa «sota» / «baix». Indica un lloc que està més baix que un altre, ja sigui física o metafòricament:
- La neva craci su mea pedes. – La neu crepita sota els meus peus.
- La solo es su la sofito. – El sòl està per sota del sostre.
- Antilopes ia reposa su la arbores. – Els antílops estaven descansant sota els arbres.
- On ave un table de sanduitxes su la fenetra. – Hi ha una taula d'entrepans sota la finestra.
- Tu pare es su la influe de la vino. – Sembla que estàs sota la influència del vi.
- Me no pote labora su tua regulas. – No puc treballar sota les teves normes.

Per extensió, la seva també pot indicar qualsevol ubicació que està coberta físicament per alguna cosa, sigui major o menor:
- La color vera de la sofito es apena vidable su esta pinta fea. – El color real del sostre és a penes visible sota aquesta pintura lletja.
- Me ave un paceta su mea braso. – Tinc un paquet sota el braç.
- El ia porta un sueter su sua jaca. – Portava un suèter sota la jaqueta.

Su también també pot indicar el moviment d'alguna cosa per sota d'un lloc (= a su):
- La acua ia vade su la mobilas. – L'aigua va ser per sota dels mobles.

#### supra
Supra significa «per sobre de». Indica una ubicació que és més alta que una altra, ja sigui física o metafòricament:
- La nubes es supra mea testa. – Els núvols estan per sobre del meu cap.
- La teto es supra la sofito. – La teulada està per sobre del sostre.
- El ia apoia supra la table per ateni la sal. – Es va inclinar sobre la taula per a arribar a la sal.
- Un tempesta enorme developa supra la mar. – Una enorme tempesta s'aveïna sobre la mar.

Supra implica una separació entre els dos elements. Si no hi ha cap espai, sud s'utilitza en el seu lloc.
Per extensió, supra també pot indicar qualsevol cosa que cobreix físicament una altra cosa, ja sigui realment més alt o no:
- La montania lansa un ombra supra nosa casa. – La muntanya llança una ombra sobre la nostra casa.
- El ia porta un covretota supra sua otra vestes. – Ella portava un sobretot sobre les seves altres vestimentes.

Supra també pot indicar el moviment per sobre d'un lloc (=a supra):
- La sol leva supra la tera. – El Sol s'eleva sobre la Terra.

#### sur
Sur significa «sobre». Indica una ubicació en la superfície d'alguna cosa, ja sigui mantingut unit al mateix per la gravetat o per qualsevol altra manera:
- Mea xapo es sur mea testa. – El meu barret està sobre el meu cap.
- No senta sur la seja rompeda. – No et sents sobre la cadira trencada.
- Si on sta sur la balcon, on vide la mar. – Si un està parat sobre el balcó, un pot veure la mar.
- La asfalto sur la strada fonde en la caldia. – L'asfalt en la carretera es fon amb la calor.
- Esce la vive esiste sur Marte? – Hi ha vida sobre Mart?
- Me va pende esta depinta sur la mur. – Penjaré aquesta pintura en la paret.
- La om ia besa la fem sur sua jena. – L'home ha besat a la dona en la galta.

Sur també pot significar «damunt» o «en» (= a sur):
- Pone tua cartas sur la table. – Posa les teves cartes damunt de la taula.
- Un roca cual cade sur la tera es nomida un meteorite. – Una roca que cau sobre la Terra es diu «meteorit».
- El ia pone un dital sur sua dito. – Es va posar un didal en el seu dit.

Metafòricament, sur significa «sobre» o «sobre el tema de»:
- La teatral es sur la gera. – L'obra de teatre és sobre la guerra.
- Me ia leje multe libros sur la tema. – He llegit molts llibres sobre el tema.
- La xica plora sur sua pupa perdeda. – La nena està plorant per la seva nina perduda.

#### tra
Tra significa «a través de». Indica una ubicació dins de la qual es produeix el moviment, en passar d'un extrem a l'altre:
- Acua flue tra la tubos. – L'aigua flueix a través de les canonades.
- La enfantes ia core tra la vileta. – Els nens corrien a través del poble.
- La pluve ia trova un via tra mea saco. – La pluja ha trobat un camí a través del meu sac.
- La tren vade de Milano a Roma tra Bologna. – El tren va de Milà a Roma passant per Bolonya.
- Un rueta gida tra la campos a la lago. – Un carril guia a través dels camps fins al llac.
- Me regarda la stelas tra la fenetra abrida. – Veig les estrelles a través de la finestra oberta.
- Los ia resta juntada tra la anios. – Han estat junts al llarg dels anys.
- El ia senta en un sejon tra la note. – Es va asseure en una butaca durant tota la nit.
- On ia oia la esplode tra la site. – Es va sentir l'explosió per tota la ciutat.

Tra cuando, o tra ce, és una conjunció que significa «tot el temps que»:
- Me senta tra cuando mea larmas flue. – Em quedo assegut mentre flueixin les meves llàgrimes.

#### ultra
Ultra significa «més enllà de». Indica una ubicació a l'altre costat d'alguna cosa:
- La scola es ultra la eglesa. – L'escola està més enllà de l'església.
- Ultra la ponte es un vista merveliosa. – Més enllà del pont hi ha una vista meravellosa.
- Esta taxe es ultra mea capasia. – Aquesta tasca està més enllà del meu talent.

També pot indicar el moviment més enllà d'un lloc (= a ultra):
- La esplorores ia viaja ultra la montanias. –Els exploradors han viatjat més enllà de les muntanyes.
- Los ia remi un barceta ultra la lago. – Van remar en barca fins a l'altre costat del llac.

### Conjuncions
Una conjunció és una paraula que uneix dues proposicions. Hi ha dos tipus: coordinants i subordinants.

#### Conjuncions coordinants
Una conjunció coordinant uneix dos components del mateix tipus, produint un component més llarg del mateix tipus. Per exemple, dues frases nominals unides per e formen una frase nominal més llarga. Hi ha quatre conjuncions coordinants:
- e – «i» (tots dos components són igualment vàlids)
- o – «o» (un dels components és vàlid, eventualment l'altre també)
- no – «no», «i no», «però no» (el primer component és vàlid, el segon no)
- ma –«però» (tots dos components són igualment vàlids, però contrasten entre si)

Exemples:
- La om e la fem vade a la casa. – L'home i la dona van a la casa.
- Tu es multe vea e saja. – Ets molt vell i savi. (Probablement molt savi, en cas contrari la frase seria tu es saja e multe vea)
- El ia labora ante e pos sua vacanse. – Ella va treballar abans i després de les seves vacances.
- Sua aniversario es en marto o april. – El seu aniversari és al març o abril.
- Tu desira cafe o te? – Vols cafè o te?
- On pote visita la museo a lundi o jovedi. – Es pot visitar el museu el dilluns o el dijous (o tots dos).
- On ia eleje tu, no me. – Ells et van triar a tu, no a mi.
- Me ia conta no sola la oveas ma ance la capras. – Vaig comptar no sols les ovelles, sinó també les cabres.

Amb les llistes de més de dos articles, la conjunció normalment se substitueix per una coma, excepte entre les dues últimes. Una coma es pot col·locar sovint abans de la conjunció, com en l'exemple següent:
- Nos va viaja tra Italia, Suiz, Osteraic, e Deutxland. – Viatjarem per Itàlia, Suïssa, Àustria i Alemanya.

Es poden duplicar e, o, i no per a donar èmfasi, col·locant la conjunció addicional davant del primer element. La doble o descarta la possibilitat que tots dos components siguin vàlids:
- e … e – tant… com
- o… o – o bé… o
- no… no – ni… ni

Exemples:
- E Luis e Maria vade a scola. – Tant Lluís com María van a escola.
- O tu o me gania, ma no ambos. – O bé guanyes tu o bé guanyo jo, però no tots dos.
- Me ave no la tempo no la desira per leje plu. – No tinc el temps ni el desig de llegir més.

E, o i ma poden també unir dos enunciats o frases:
- Me ia vade a la biblioteca, e tu ia visita la museo. – Jo he anat a la biblioteca i tu has visitat el museu.
- O nos solve esta problem, o la mundo va fini. – O resolem aquest problema, o s'acabarà el món.
- Ma acel es difisil. – Però això és difícil.

L'adverbi donce també s'utilitza d'aquesta manera, per a dir e donce:
- Me pensa, donce me esiste. – Penso, per tant soc.
- Nos no ave un mapa, donce nos es perdeda. – No tenim un mapa, per tant estem perduts.

#### Conjuncions subordinants
Una conjunció subordinant uneix una proposició a l'oració, indicant la seva funció en la frase.
Hi ha tres tipus: pronoms relatius, adverbis interrogatius i conjuncions especials.

#### Pronoms relatius
Els pronoms interrogatius cual i ci poden també actuar com a conjuncions introduint els subordinants relatius:
- La om ci ia abita asi ia vade a New York. – L'home que vivia aquí se'n va anar a Nova York.
- La poma cual ia cade de mea saco es aora noncomable. – La poma que va caure de la meva bossa ara és incomestible.
- La fem de ci nos parla labora a mea ofisia. – La dona de la qual parlem treballa en la meva oficina.
- Tua libro, en cual me ia scrive sua nom, es sur la table. – El teu llibre, en el qual he escrit el seu nom, està sobre la taula.

En general, es refereixen a un substantiu precedent. A vegades, s'omet aquest substantiu. En tals casos, es pot agregar un pronom per a aclarir el significat:
- Esta es lo cual parteni a tu. – Això és el que et pertany.
- La auto blu es lo en cual nos vole viaja. – El cotxe blau és en el qual volem viatjar.
- Acel es el ci me ia vide. – Aquest és el que vaig veure.
- Tu es el a ci me ia parla ier. – Vostè és a qui jo li vaig parlar ahir.
- Ci osa, gania. – El que arrisca, gana.

L'ús de cual i ci en preguntes indirectes és molt similar.

#### Adverbis interrogatius
Els adverbis interrogatius —do, cuando, cuanto, como, i perce— poden servir com a conjuncions subordinants introduint oracions circumstancials subordinades:
- Nos parla como nos pensa. – Parlem com pensem.
- Me dormi cuando me pote. – Dormo quan puc.
- Me va esplica cuanto me comprende. – Explicaré tot el que comprenc.
- Nos abita do la du rios encontra. – Vivim on els dos rius es troben.
- Me ia fini la taxe en cuando tu ia parla a me. – He acabat la tasca mentre m'estaves parlant.
- Nos va core a do la vias encontra. – Correrem on els camins es troben.

També es pot utilitzar després d'un nom, com a conjuncions que introdueixen un enunciat subordinat de relatiu:
- Me labora en Paris, do me abita. – Treball a París, on viu.
- El va visita en julio, cuando la clima es bon. – Ella estarà de visita al juliol, quan el clima és bo.
- Acel es la razona perce Juan ia parti. – Aquesta és la raó per la qual Juan s'ha anat.

I també s'utilitzen en preguntes indirectes (un tipus de subordinada circumstancial).

#### Conjuncions especials
Les conjuncions subordinants especials ce i esce introdueixen les subordinades nominals. Ce introdueix una informació addicional, i esce introdueix una pregunta indirecta sobre la veracitat de l'enunciat:
- Me pensa ce tu nesesa un vacanse. – Crec que necessites unes vacances.
- Me no sabe esce el va veni. – No sé si vindrà.

Poden ser utilitzats després d'uns certs noms, adjectius i preposicions per a completar el significat:
- La idea ce la sol orbita la tera es un era. – La idea que el Sol orbita La Terra és un error.
- Nos es surprendeda ce vos no ia cexa. – Estem sorpresos que no us queixéssiu.
- Me es felis ce tu ia susede. – Estic content que tinguessis èxit.
- Los no ia es serta esce la tren ia parti ja. – No estaven segurs de si el tren ja havia partit.
- La gato ia entra a la sala sin ce algun vide el. –El gat va entrar a l'habitació sense que ningú el veiés.

Ce també pot ser usat per a introduir una frase que expressa un resultat:
- El ia es tan fatigada ce el no ia pote pensa. – Ell estava tan fatigat que no podia pensar.
- El ia es tan fame ce el ia pote oia la ronca de sua stomaco. – Ella tenia tanta gana que podia sentir rugir el seu estómac.

Els subordinants especials afin, car, si i ca introdueixen frases adverbials:
- Me va veni si tu clama. – Vindré si telefones.
- Me labora afin mea enfantes pote come. – Treball perquè els meus nens puguin menjar.
- Lo es calda car la sol brilia. – Fa calor perquè el Sol brilla.
- Esta es plu labora ca me ia espeta. – Això és més treball del que esperava.

### Preguntes
Hi ha tres tipus de preguntes: aquelles que poden ser contestades amb un simple “sí” o “no”, les que presenten una gamma d’opcions per a triar, i les que demanen una informació particular.
A més, les preguntes poden ser directes (“On anem?”) o indirectes (“Et vaig preguntar cap a on anem”, “No sé el que soc”). Les preguntes directes acaben amb un signe d’interrogació (?).

#### Preguntes del tipus sí/no
Una frase pot convertir-se en una pregunta del tipus afirmatiu/negatiu mitjançant l’ús de esce (“és cert que…”) a l’inici de la frase:
- Esce tu parla deutx? – Parles alemany?
- Esce tu ia come la salada? – Has menjat l’amanida?

Hi ha altres dues formes. En la conversa, en preguntes que proposen una possibilitat i es limiten a demanar la confirmació, es pot afegir al final de la frase si? o no? I en les preguntes molt simples, es pot elevar el to de la veu al final de la frase:
- Tu ia come la salada, si? – Has menjat l’amanida sí?
- Tu ia come la salada, no? – Has menjat l’amanida, no?
- Tu ia come, si? – L’has menjat, sí?
- Nos es perdeda, no? – Estem perduts, no?
- Vos comprende? – Enteneu?

La resposta a una pregunta del tipus si/no és si (“si”) o no (“no”). Si indica que la possibilitat expressada per la pregunta és veritable; no indica que és falsa:
- Tu desira bir? – Vols cervesa?
  - Si, per favore. – Sí, si us plau. (Vull)
  - No, grasias. – No, gràcies. (No vull)

Si una pregunta és negativa, si i no té el mateix significat que si la pregunta fora positiva però pot crear una confusió que es pot evitar responent amb una frase completa:
- Tu no desira bir? – Vols cervesa?
  - Si. – Sí. (Vull)
  - No. – No. (No en vull)
  - Si, me desira bir. – Sí, en vull.
  - No, me no desira bir. – No, no'n vull.

#### Preguntes alternatives
Una pregunta alternativa simplemente le pide al interlocutor escoger entre una serie de opciones, generalmente expresadas como una lista unida con la conjunción o:
- Tu desira te, cafe o bir? – Vols te, cafè o cervesa?
- Cafe, per favore. – Cafè, si us plau.
- Tu ia veni par auto, o par bisicle o tu ia pasea? – Vas venir en acte, bicicleta o a peu?

#### Unes altres preguntes
Altres preguntes utilitzen determinants interrogatius, pronoms o adverbis, com ara cual, ci, cuando, cuanto, como, do i perce. La paraula interrogativa es col·loca a l'inici de la frase, però pot també aparèixer on es trobaria la resposta:
- Cual libro tu leje? = Tu leje cual libro? – Quin llibre llegeixes?
- Ci es tua autor prefereda? = Tua autor prefereda es ci? – Quin és el teu autor preferit?
- Cual es acel musica fea? = Acel musica fea es cual? – Quina és aquesta música horrible?
- Cuando tu dormi? = Tu dormi cuando? – Quan dorms?
- Cuanto tu ia paia? = Tu ia paia cuanto? – Quant vas pagar?
- Como vos ia evade? = Vos ia evade como? – Com et vas escapar?
- Do nos es? = Do es nos? = Nos es do? – On estem?
- Perce tu core? = Tu core perce? – Per què corres?
- Con cual tu come la salada? = Tu come la salada con cual? – Amb què menges l'amanida?
- Cual force tu usa per come la salada? = Tu usa cual force per come la salada? – Quina forquilla uses per a menjar l'amanida?
- Con cual force tu come la salada? = Tu come la salada con cual force? – Amb quina forquilla menges l'amanida?
- Como rapida tu pote come la salada? = Tu pote come la salada como rapida? – Amb quina rapidesa pots menjar l'amanida? Que ràpid pots menjar l'amanida?

#### Preguntes indirectes
Les preguntes indirectes són proposicions subordinades nominals que normalment conté la mateixa sèrie de paraules que tindria una pregunta directa, entre elles el mateix temps verbal. En la pregunta indirecta, la paraula interrogativa sempre es posa al principi de l'oració subordinada:
- Vos va demanda: «Ci tu ia vide?» > Vos va demanda ci me ia vide.
- Preguntaràs: «A qui vesteix?» > Preguntaràs a qui he vist.
- Me no recorda: «A ci me ia parla?» > Me no recorda a ci me ia parla.
- No recordo: «A qui parlo?» > No em recordo a qui vaig parlar.
- Los no sabe: «Cual nos va fa?» > Los no sabe cual cosa los va fa.
- No saben: «Què farem?» > No saben què faran.
- Me vide: «Do me va senta?» > Me vide do me va senta.
- He vist: «On em sento?» > Veig on m'asseuré.
- Me no ia sabe: «Cuando nos va parti?» > Cuando nos va parti, me no ia sabe.
- No sé: «Quan ens anirem?» > No sé quan ens anirem.

Les preguntes indirectes del tipus «si»/«no» es construeixen sempre amb esce:
- El no sabe: «Esce los ia parti?» > El no sabe esce los ia parti.
- No sap: «S'han anat?» > No sap si s'han anat.
- El ia demanda: «Esce tu pote aida?» > El ia demanda esce me pote aida.
- Va preguntar: «Puc ajudar?» > Va preguntar si podia ajudar.

En alguns casos, la diferència entre una pregunta indirecta i una proposició relativa és molt subtil:
- (a) Me ia descovre cual cosa es en la caxa. (pregunta indirecta)
- (b) Me ia descovre lo cual es en la caxa. (proposición relativa)

En l'exemple «(a)», he descobert la identitat de la cosa en la caixa, encara que no l'he pogut veure o tocar directament. En l'exemple «(b)», he descobert la cosa mateixa.

### Proposicions
De la mateixa forma que la frase, la proposició conté un subjecte i un verb, però forma part d'una oració més gran.
Cada frase conté una proposició principal. Aquesta es pot modificar de diverses formes per una o més proposicions subordinades. Si una proposició subordinada modifica una frase nominal se'l denomina proposició relativa. Si modifica un verb o la preposició principal sencera, es diu una proposició adverbial. I si fa la funció d'un substantiu, proposició nominal.
A més, una oració pot contenir més d'una proposició principal.

#### Proposicions relatives
Una proposició relativa és una proposició que modifica un substantiu. Les proposicions relatives segueixen als substantius que modifiquen i usualment comencen per un dels pronoms relatius ci o cual:
- La om ci ia abita asi ia vade a New York. – L'home que va viure aquí se'n va anar a Nova York.
- La poma cual ia cade de mea saco es aora noncomable. – La poma que va caure de la meva bossa és ara incomestible.

Per a major claredat, una proposició relativa pot estar separada de la resta de l'oració per comes, especialment si és llarga o complicada:
- La poma, cual ia cade de mea saco en la fango a matina ier, es aora noncomable. – La poma, que va caure de la meva bossa en el fang ahir al matí, ara és incomestible.

Algunes proposicions relatives no són essencials per al significat de l'oració, sinó simplement afegeixen un comentari suplementari. Aquestes proposicions sempre se separen per comes:
- La can, ci ave manxas negra, ia morde la polisior. – El gos, que té taques negres, va mossegar al policia.
- Mea padre, ci ia jubila, abita en Mexico. – El meu pare, que es va jubilar, viu a Mèxic.
- Esta jus, cual Ana ia fa, ave un bon sabor. – Aquest suc, que va fer Ana, sap bé.

Ci i cual poden comportar-se com a subjecte o com a objecte d'una proposició relativa. Generalment, l'objecte segueix al verb, però quan un d'ells és l'objecte, precedeix tant al subjecte com al verb:
- La fem ci me ama veni de Frans. – La dona que amo ve de França.
- La robot cual me ia construi no opera. – El robot que vaig construir no funciona.
- Ta ce nos vade a mea casa, cual es prosima. – Anem a la meva casa, que és a prop.

Quan el pronom relatiu és l'objecte d'una preposició, la preposició va davant:
- La fem de ci nos parla labora a mea ofisia. – La dona de què parlem treballa en la meva oficina.
- Tua libro, en cual me ia scrive sua nom, es sur la table. – El teu llibre, en el qual vaig escriure el seu nom, està sobre la taula.

Quan de ci o de cual introdueix un substantiu posseït dins de la proposició relativa, aquest substantiu sol estar introduït per sua per a major claredat:
- Esta fem, de ci sua sposo labora en la banco, es un cocor eselente. – Aquesta dona, el marit de la qual treballa en el banc, és una excel·lent cuinera.
- La fem, de ci tu conose sua sposo, labora a mea ofisia. – La dona, el marit de la qual coneixes, treballa en la meva oficina.
- La fem, de ci tu ia dona la letera a sua sposo, es encantante. – La dona, a l'espòs de la qual vas donar la carta, és encantadora.
- Mea auto, de cual sua motor es rompeda, es aora dejetada. – El meu cotxe, el motor del qual està trencat, ara és escombraries.

En alguns idiomes, una proposició relativa pot modificar la proposició precedent. En elefen, en cas d'ambigüitat es pot reemplaçar la proposició subordinada per una coordinada i dir lo cual, e lo, e esta, e acel o una expressió similar:
- El pote salta a un metre alta, e esta ia surprende me. – Pot saltar un metre d'altura, la qual cosa em sorprèn.
- Me ia eleje aprende elefen, lo cual ia es un deside multe bon. – Vaig triar aprendre elefen, que va ser una molt bona decisió.

Es pot començar una proposició relativa amb un adverbi relatiu:
- Me labora en Paris, do me abita. – Treball en Paris, on viu.
- El va visita en julio, cuando la clima es bon. – Vindrà al juliol, quan el temps és bo.
- Acel es la razona per ce Juan ia parti. – Aquesta és la raó per la qual Juan es va anar.

Aquestes proposicions relatives són similars a les proposicions adverbials:
- Me labora do me abita. – Treball on viu.
- El va visita cuando la clima es bon. – Vindrà quan faci bon temps.

#### Proposicions adverbials
Una proposició adverbial (o subordinada circumstancial) modifica el verb de la proposició principal, o la proposició completa. Introduïm una proposició adverbial amb una conjunció relativa (com, quan, quant, do) o una de les conjuncions especials si, car, afin, i ca:
- Me no teme la can, car el es multe peti. – No tinc por al gos, perquè és molt petit.
- Si los redui tro rapida sua pesa, los va regania lo. – Si perden pes molt ràpid, ho recuperaran.
- Me core afin la rinosero no catura me. – Corro perquè el rinoceront no m'atrapi.
- Esta es plu labora ca me ia previde. – Això és més treball del que esperava.
- El ia scrive cuando sua madre ia demanda. – Va escriure quan la seva mare li ho va demanar.
- El dise ce el es felis do el abita. – Diu que és feliç on viu.
- On no ia permete ce me fa la cosas como me ia desira. – No se'm permetia fer les coses com volia.

Una proposició adverbial introduïda per una conjunció relativa (como, cuando, cuanto, do) pot ser considerada com a proposició adjectival abreujada. Per exemple, els tres últims exemples anteriors poden també expressar-se de la manera següent:
- El ia scrive a la ora cuando sua madre ia demanda. – Va escriure en el moment en què la seva mare li va demanar.
- El dise ce el es felis a la loca do el abita. – Diu que és feliç en el lloc on viu.
- On no ia permete ce me fa la cosas en la modo como me desira. – No se'm permetia fer les coses com jo volia.

#### Proposicions nominals
Una proposició nominal (o subordinada completiva) funciona com un substantiu: pot ser el subjecte o l'objecte d'un verb o preposició. Les proposicions nominals s'introdueixen amb les conjuncions especials ce o esce, amb un dels pronoms relatius ci i cual, o per una de les conjuncions relatives.
Per a veure si una proposició és realment una proposició nominal, substitueixi «ell», «ella», «ells» o «elles» per la proposició. Si es produeix una oració correcta és que la proposició és nominal. Les proposicions nominals solen ser objectes dels verbs de pensament, uneix sensació o emoció:
- Me vide do tu es. – Veig on estàs.
- Cuando me va parti, me no sabe. – Quan m'aniré, no ho sé.
- Me sabe de do tu veni. – Sé d'on vens.
- Me sabe ci ia dise acel. – Sé qui va dir això.
- Me ia oia cual tu ia dise. – Vaig escoltar el que vas dir.
- Me pote divina cual el leje. – Puc endevinar què està llegint ella.

Moltes proposicions nominals són introduïdes per les conjuncions especials ce (“que”) o esce (“si”):
- Me pensa ce el es bela. – Crec que és bella.
- Me pensa ce el pote salta a un metre alta. – Crec que pot saltar un metre d'altura.
- Me pensa ce si. – Crec que sí.
- Me duta esce el pote salta a un metre alta. – Dubto que pugui saltar un metre d'altura.

Les proposicions nominals sovint informen del que algú ha dit, pensat o preguntat. En tots els casos, el temps del verb en la proposició nominal continua sent el mateix que en el discurs, pensament o pregunta original:
- Me ia dise: «Me veni de London.» → Me ia dise ce me veni de London.
  - He dit: «Vinc de Londres.» → He dit que venia de Londres.
- El pensa: «La tren ia es tarda.» → El pensa ce la tren ia es tarda.
  - Ella pensa: «El tren arriba tard.» → Ella pensa que el tren va arribar tard.
- El ia demanda: «Cuando nos va parti?» → El ia demanda cuando nos va parti.
  - Ell va preguntar: «Quan ens anirem?» → Ell ens va preguntar quan ens anàvem.
- Me va vole sabe: «Do la selebra es?» → Me va vole sabe do la selebra es.
  - Vull saber: «On està la festa?» → Vull saber on està la festa.

Algunes subordinades adjectivals o adverbials a vegades poden confondre's amb subordinades nominals. Per a aclarir que es tracta d'una subordinada adjectival o adverbial, s'afegeix un nom o un pronom davant de cual o ci:
- Me no comprende la ata cual tu intende. – No entenc l'acció que penses fer.
- Me ia oia lo cual tu ia dise. – Vaig escoltar el que vas dir.
- Me no conose el ci tu ia indica. – No conec a la persona que vostè va indicar.
- Me vide la loca do tu es. – Veig el lloc on estàs.
- Me no sabe la ora cuando me va parti. – No sé l'hora a la qual m'aniré.

També es pot considerar que un verb infinitiu introdueix un tipus de proposició nominal.

#### Proposicions coordinades
Es poden unir dues proposicions principals en una sola oració mitjançant conjuncions coordinants. Sovint s'inclou una coma davant de la conjunció:
- Me ia desira la auto, ma me no ia ave la mone. – Volia el cotxe, però no tenia els diners.
- Me desira un bon carera e me vole ance trova un sposa bela. – Vull una bona professió i també vull trobar una esposa bella.

Aquestes preposicions poden formar frases independents, amb o sense conjuncions:
- El ia vole canta e el ia vole dansa, ma el ia teme. – Volia cantar i volia ballar, però tenia por.
- El ia vole canta. E el ia vole dansa. Ma el ia teme. – Volia cantar. I volia ballar. Però tenia por.
- El ia vole canta. El ia vole dansa. El ia teme. – Volia cantar. Volia ballar. Tenia por.

### Números

#### Nombres cardinals
Els nombres cardinals bàsics són:
- zero – zero
- un – u
- du – dos
- tre – tres
- cuatro – quatre
- sinco – cinc
- ses – sis
- sete – set
- oto – vuit
- nove – nou
- des – deu
- sento – cent
- mil – mil
- milion – un milió

Fins a 999 els números s'escriuen amb una sola paraula comprenent fins a tres elements, separats per un guió. Cada element representa una xifra i consisteix en un nombre cardinal entre un i nove, amb des o sento s'afegirà, si la xifres representa un múltiple de deu o de cent. Els múltiples simples de deu i de cent s'expressen per des i sento, sense afegir un. Els elements per als múltiples nuls (com ara el “0” en “209”) s'ometen.
- des-un – 11
- des-du – 12
- des-nove – 19
- dudes – 20
- dudes-un – 21
- dudes-sinco – 25
- sento-un – 101
- sento-des-du – 112
- tresento-dudes-un – 321
- cuatrosento – 400
- novesento-sinco – 905

Mil i milion són sempre paraules independents i s'escriuen separades de cada grup de tres xifres:
- mil setesento-sesdes-tre – 1763
- du mil un – 2001
- tre mil des-cuatro – 3014
- cuatrodes-sinco mil sessento-setedes-oto – 45 678
- novesento-otodes-sete milion sessento-sincodes-cuatro mil tresento-dudes-un balones roja – 987 654 321 globus vermells

Per a escriure els números en xifres, l'elefen deixa un espai entre cada grup de tres xifres, com es mostra a dalt. Els decimals estan separats per un punt o una coma, que es pronuncia punto i virgula. Els dígits darrere del signe decimal simplement s'enumeren:
- tre punto un cuatro un ses – 3.1416
- du virgula zero nove – 2,09

Els números negatius s'expressen amb min:
- min sinco grados – cinc graus negatius, cinc graus sota zero

#### Milers de milions
La paraula “bilió” pot significar mil milions, o un milió de milions segons el país. El mateix succeeix amb les paraules “trilió”, “quatriló”, etc. Per a evitar confusions, l'elefen prefereix escriure aquests números explícitament:
- mil milion – 1 000 000 000 (un seguit de nou zeros 10⁹)
- milion milion – 1 000 000 000 000 (10¹²)
- mil milion milion – 1 000 000 000 000 000 (10¹⁵)

Encara que les paraules bilion, trilion, cuadrilion, etc existeixin en elefen, s'ha d'anar amb compte per a aclarir el significat.
En els textos científics, la millor opció és usar els prefixos internacionals:
- deca- – 10
- ecto- – 100
- cilo- – 10³
- mega- – 10⁶
- giga- – 10⁹
- tera- – 10¹²
- peta- – 10¹⁵
- exa- – 10¹⁸
- zeta- – 10²¹
- iota- – 10²⁴

#### Números ordinals
Quan un número precedeix a un nom, és un nombre cardinal, la qual cosa indica una quantitat:
- tre omes e cuatro femes – tres homes i quatre dones

Però quan un número segueix a un substantiu, és un número ordinal, la qual cosa indica una posició en una seqüència:
- la om tre – el tercer home
- la pato ses – el sisè ànec
- la paje un – la primer pàgina, la pàgina un

Prima és una alternativa comuna a l'ordinal un, però no pot utilitzar-se per a ordinals que acabin en “1”:
- la paje prima – la primera pàgina
- sala sento-un – (l') habitació 101

Es pot utilitzar numero com a substantiu per a expressar l'ordinal:
- El es numero tre. – És el número tres / És el tercer.
- A cual paje tu es? Me es a numero setedes. – En quina pàgina estàs? Estic en la número setanta.
- Numero tre, me vole grasia la furnores de come. – En tercer lloc, vull donar les gràcies als serveis de restauració.

#### Fraccions
Una de les funcions del sufix -i és la formació dels nombres fraccionaris:
- dui – mitjà, meitat
- tri – terç
- cuatri – quart
- desi – dècim
- des-dui – dotzè
- cuatrodesi – quarantè
- senti – centèsima
- tresento-sesdeso-sinci – 1/365
- mili – 1/1000
- dudes-mili – 1/20 000

Les fraccions segueixen les regles dels substantius comuns:
- un tri de la tarte – un terç de (la) pastís
- du tris de la tarte – dos terços de (la) pastís
- esta tri ardeda de la tarte – aquest terç cremat del pastís
- un cuatri de un sentenio – un quart de segle
- tre tredes-duis de un diton – 3/32 de polzada

També hi ha una altra manera d'expressar fraccions:
- tre e un dui oras – tres hores i mitja
- tre oras e un dui – tres hores i mitja
- sete e un dui milion anios – set milions i mitjans d'anys

En els textos científics es poden emprar prefixos internacionals:
- desi- (d) – 1/10
- senti- (c) – 1/100
- mili-(m) – 10⁻³
- micro- (μ) – 10⁻⁶
- nano- (n) – 10⁻⁹
- pico- (p) – 10⁻¹²
- femto- (f) – 10⁻¹⁵
- ato- (a) – 10⁻¹⁸
- zepto- (z) – 10⁻²¹
- iocto (y) – 10⁻²⁴

#### Múltiples
El sufix -uple permet formes els múltiples:
- duple – doble, duo, parell, parella
- truple – triple, trio
- cuatruple – quàdruple

Les frases que inclouen ves o veses indiquen quantes vegades es produeix una cosa:
- a un ves – una vegada
- a du veses – dues vegades
- a tre veses – tres vegades
- Ves no expressa una multiplicació aritmètica.

#### Aritmètica
La suma s'expressa amb plu o e:
- Un plu un es du. – Un més un són dos.
- Du e du no es sinco. – Dos i dos no són cinc.

La resta s'expressa amb min:
- Ses min tre es tre. – Sis menys tres són tres.

La multiplicació s'expressa per multiplida par, sovint simplement par:
- Du multiplida par tre es ses. – Dos multiplicat per tres són sis.
- Ses par cuatro es dudes-cuatro. – is per quatre són vint-i-quatre.

La divisió s'expressa amb divideda entre, sovint simplement entre:
- Des divideda entre du es sinco. – Deu dividit per dos són cinc.
- Sinco entre du es du e un dui. – Cinc entre dos són 2.5.
- Sinco entre du es du punto sinco. – Cinco entre dos son 2.5.
- Sinco entre du es du virgula sinco. – Cinc entre dos són 2.5.

Les potències s'expressen amb a potia i el número ordinal. Cuadrida i cubida són alternatives per a “quadrat” i “cub”:
- Tre a potia du es nove. – Tres a la potència dues són nou.
- Tre cubida es dudes-sete. – Tres al cub són vint-i-set.
- des a potia min nove – 10⁻⁹
- des a potia sento – 10¹⁰⁰

Les arrels s'expressen amb a radis i un número ordinal:
- 256 a radis cuatro es 4. – L'arrel quarta de 256 és 4.
- La radis cuadral de 64 es 8. = La radis du de 64 es 8. – L'arrel quadrada de 64 és 8.
- La radis cubo de 27 es 3. = La radis tre de 27 es 3. – L'arrel cúbica de 27 és 3.

#### Mesures
Les mesures físiques poden expressar-se de diverses formes:
- Cuanto alta es la tore? – Quant d'alt té la torre? Que alta és la torre?
- Cuanto de altia la tore ave? – Quanta és l'altura de la torre?
- La tore es cuanto alta? – Quants metres té la torre d'altura?
- La tore ave cuanto de altia? – Quina és l'altura de la torre?
- La tore es 40 metres alta. – La torre té 40 metres d'alt.
- La tore ave 40 metres de altia. – La torre té una altura de 40 metres.
- La tore es un metre plu alta ca la casa. – La torre és un metre més alta que la casa.
- La tore ave un metre plu de altia ca la casa. – La torre té un metre d'altura més que la casa.
- La tore es du veses plu alta ca la casa. – La torre és dues vegades més alta que la casa.
- La tore ave du de la altia de la casa. – La torre és dues vegades més alta que la casa.
- La casa ave un dui de la altia de la tore. – La casa té la meitat de l'altura de la torre.
- La tore es duple plu alta ca la casa. – La torre és dues vegades més alta que la casa.
- La tore ave duple la altia de la casa. –La torre té el doble de l'altura de la casa.
- Fundamentalmente, se tiene una altura (ave altia) pero se es alto (es alta).

40 metres alta significa literalment “40 metres alts” (és a dir que els metres són en si mateixos alts), però per extensió el sentit és “40 metres d'altura”.
Les mateixes opcions s'apliquen a altres mesures, com ara:
- larga, largia
- grande, grandia
- pesosa, pesa
- longa, longia
- longa, tempo
- vea, eda
- basa, basia
- profonda, profondia
- frecuente, frecuentia
- rapida, rapidia
- densa, densia

### Formació de paraules
En elefen, les paraules noves poden crear-se per l'addició de prefixos o sufixos a paraules ja existents, o combinant dues paraules en un nom compost.
També es pot usar un adjectiu o un verb com un substantiu, sense modificar-los.

#### Prefixos
Quan s'afegeix un prefix que acaba amb una consonant a una paraula que comença amb la mateixa consonant, aquesta consonant només s'escriu una vegada (inter+rede → interede, non+nesesada → nonesesada).
Anti- significa «anti-». Permet formar adjectius i substantius que indiquen oposició:
- sosia → antisosial – antisocial
- avion → antiavional – antiaeri
- proton → antiproton – antiprotó

Auto- significa «auto-». Permet formar substantius, verbs i adjectius que indiquen accions reflexives o automàtiques:
- respeta – respecte → autorespeta – amor-propi
- flue – flux → autoflujo – reexpedir automàticament a la línia
- adere – adherir → autoaderente – autoadhesiu

Des- significa «de/s-» en el sentit de desfer una acció. Serveix per a formar verbs. Se simplifica a de- davant de «S», «Z», «X», o «J»:
- botoni – botonar → desbotoni – desbotonar
- infeta – infectar → desinfeta – desinfectar
- jela – congelar → dejela – descongelar
- sifri – codificar → desifri – descodificar

Inter- significa «inter-». Permet formar substantius, verbs i adjectius que indiquen accions mútues o estats:
- cambia – canviar → intercambia – intercanviar
- nasional – nacional → internasional – internacional

Media- significa «mitj-». Serveix per a formar noms que indiquen el mitjà d'una cosa:
- note – nit → medianote – mitjanit
- dia – dia → mediadia – migdia
- punto – punt → mediapunto – punt mitjà

Non- significa «in-» i «no». Serveix per a formar adjectius i nom que indiquen l'oposat:
- justa – just → nonjusta – injust
- ativa – actiu → nonativa – inactiu
- nativa – natiu → nonativa – no natiu
- nesesada – necessari → nonesesada – innecessari
- crede – creença → noncrede – incredulitat

Pos- signifiques «post-». Serveix per a formar substantius, verbs i adjectius que es refereixen a un temps o un lloc que es troba després o darrere d'un altre:
- graduada – graduat → posgraduada – postgraduat
- alveolo – alvèol → posalveolal – postalveolar

Pre- significa «pre-». Serveix per a formar substantius, verbs, i adjectius que es refereixen a un temps o un lloc que es troba abans o davant d'un altre:
- graduada – graduat → pregraduada – estudiant que prepara un grau
- istoria – història → preistoria – prehistòria
- judi – jutjar → prejudi – prejutjar

Re- significa «re-». Serveix per a formar verbs que indiquen una acció repetida o en sentit invers:
- comensa – començar → recomensa – recomençar
- pleni – omplir → repleni – emplenar
- paia – pagar → repaia – reemborsar / pagar de nou
- veni – venir → reveni – tornar

Su- significa «sub-» o «sus-». Serveix per a formar substantius, verbs o adjectius que indiquen un punt més baix en una jerarquia:
- teninte – tinent → suteninte – sotstinent
- divide – dividir → sudivide –subdividir
- consensa – conscient→ suconsensa – subconscient
- indise – índex → suindise – subíndex
- campion – campió → sucampion – subcampió

Supra- significa «super-» o «sur-». Permet formar substantius, verbs o adjectius que indiquen un punt més alt en la jerarquia. Se simplifica a supr- abans de «A»:
- computador – ordenador → supracomputador – supercomputador
- pasa – passar → suprapasa – sobrepassar
- dramosa –espectacular → supradramosa –sensacional
- fem – dona → suprafem – superdona
- natural – natural → supranatural – sobrenatural
- analise – analitzar → supranalise – sobreanalitzar

Vis- significa «vice-». Permet formar substantius que indiquen un adjunt:
- presidente – president → vispresidente – vicepresident
- re – rei → visre – virrei

Bon- i mal- formen versions bones o dolentes (o errònies) d'adjectius i verbs, a vegades metafòricament:
- parla – parlar → bonparlante – eloqüent
- vende – vendre → bonvendeda – supervendes
- dise – dir → bondise – beneir
- veni – venir → bonveni – benvingut
- acusa – acusar → malacusa – difamar / calumniar
- comprende – comprendre → malcomprende – entendre malament / comprendre a l'inrevés
- nomida – nomenat → malnomida – mal anomenat
- odorosa – olorós → malodorosa – pudent

Els números i les fraccions s'usen com a prefixos en algunes paraules. Amb els noms de família, els números indiquen una distància creixent entre les generacions:
- avo – avi → duavo – besavi
- neta – neta → treneta – rebesneta
- pede – peu → cuatropede – quadrúpede
- sore – germana → duisore – germanastra
- galon – galó → cuatrigalon - quart de galó

#### Sufixos
Molts sufixos comencen amb una vocal. Quan s'afegeix un sufix a una paraula que ja acaba amb una vocal, es lleva la vocal existent, tret que sigui l'única vocal de la paraula original:
- fruta – fruita → frutosa – afruitat
- jua – joc → jueta – joguina
- fe – fada → fein – màgic

Quan un sufix crea una seqüència de vocals no vàlida, es lleva la segona vocal de la seqüència:
- comedia + -iste → (comediiste) → comediste – comediant

Hi ha dues excepcions a aquestes regles:
- tre + -i → tri
- tre + -uple → truple

#### Sufixos que formen verbs
Igual que amb altres verbs, els verbs produïts per un sufix es poden usar d'un mode tant transitiu com intransitiu o com a substantius.
-i s'afegeix a substantius i adjectius per a formar verbs que signifiquen «convertir-se en…», «que es transforma en…». Un cas especial és el dels verbs que signifiquen «produir» una substància o una «part nova»:
- arco – arc → arci – arquejar
- roja – vermell → roji – enrogir
- umida – humit → umidi – humitejar
- duple – doble → dupli – doblegar
- saliva – saliva → salivi – ensalivar
- flor – flor → flori – florir

-i forma també verbs que signifiquen «utilitzar…» (essencialment: eines, instruments o aparells), o «aplicar…» (una substància o una convenció):
- boton – botó → botoni – botonar
- telefon – telèfon → telefoni – telefonar
- sponja – esponja → sponji – esponjar
- pinta – pintura → pinti – pintar
- nom – nom → nomi – nomenar

#### Sufixos que formen adjectius
Igual que amb altres adjectius, els produïts per aquests sufixos es pot reutilitzar com a substantius que denoten persones o coses que té la qualitat especificada.
-in s'afegeix a un nom per a crear un adjectiu que significa «similar a…»:
- ami – amic, amiga → amin – amigable
- enfante – nen, nena → enfantin – infantil
- fantasma – fantasma → fantasmin – fantasmal
- menta – menta → mentin – mentolat
- monstro – monstre → monstrin – monstruós
- serpente – serp → serpentin – serpentí

-osa s'afegeix a un substantiu per a forma un adjectiu que significa «ple de…» o «fet de…»:
- zucar – sucre → zucarosa – ensucrat / en sucre
- oro – oro → orosa – dorado, hecho de oro
- capel – cabells → capelosa – pelut
- crea – crear → creosa – creatiu
- melma – llim → melmosa – viscós
- jua – joc → juosa – juganer
- caos – caos → caososa – caòtic

-al es afegeix a un substantiu per a formar un adjectiu que significa «que pertany a…» o «relatiu a…»:
- fotografia – fotografia → fotografial – fotogràfic
- nasion – nació → nasional – nacional
- siensa – ciència → siensal – científic
- averbo – adverbi → averbal – adverbial
- erita – herència → erital – hereditari
- mito – mite → mital – mític
- monce – monjo → moncal – monàstic

-iste s'afegeix a un substantiu que denota una creença, una religió o una filosofia per a formar un adjectiu general. Si el nom acaba parell -isme, llavors pren el seu lloc -iste. En algunes paraules, quan l'arrel és un nom propi, es reté la vocal final de substantiu si es produeix una paraula més internacional:
- bigamia – bigàmia → bigamiste – bígam
- otimisme – optimisme → otimiste – optimista
- puria – neteja → puriste – purista
- Mitra – Mitra → mitraiste – mitraíste

-an s'afegeix a alguns substantius indicant extensió d'espai o temps (llocs o èpoques) a fi de formar adjectius generals:
- suburbe – suburbi → suburban – suburbà
- Victoria – Victoria → victorian – victorià

-an és també un dels cinc sufixos estàndard per a formar adjectius que denoten llengües i pobles. Els altres quatre són: es, -ica, -i, i -sce. Per a aquests adjectius, l'elefen ha triat les paraules que més s'assemblin als noms natius: el resultat és que alguns noms usin un sufix especial o sense sufix en absolut i l'arrel a vegades es modifica massa:
- Africa – Àfrica → african – africà
- Frans – França → franses – francès
- Elas – Grècia → elinica – grec
- Arabia – Aràbia → arabi – àrab
- Rusia – Rússia → rusce – rus
- Europa – Europa → european – europeu
- Deutxland – Alemanya → deutx – alemany
- Britan – Gran Bretanya → brites – britànic

Però també es pot simplement agregar -an a un nom de país:
- Frans – França → fransan – francès
- Elas – Grècia → elasan – grec
- Arabia – Aràbia → arabian – àrab
- Rusia – Rússia → rusian – rus
- Deutxland – Alemanya → deutxlandan – alemany
- Britan – Gran Bretanya → britanan – britànic

-ica s'afegeix a un substantiu que denota un problema mèdic, psicològic o similar, per a formar un adjectiu que descriu a una persona que té aquest problema:
- catalesia – catalèpsia → catalesica – catalèptic
- xenofobia – xenofòbia → xenofobica – xenòfob

-nte s'afegeix a un verb per a crear un participi actiu, un adjectiu que significa «de tal manera que» o «fa (l'acció especificada)». El participi actiu d'es és esente:
- ama – estimar → amante – amant
- depende – dependre → dependente – dependent
- dormi – dormir → dorminte – dorment
- obedi – obeir → obedinte – obedient
- pare – aparèixer / semblar → parente – aparent
- es – ser → esente – ens

Els substantius que acaben en -ente no s'utilitzen com a noms d'accions:
- La covrente es sur la caxa. – La coberta està sobre la caixa.
- Covre la caxa es un bon idea. – Cobrir la caixa és una bona idea.

-da s'afegeix a un verb per a formar un participi passiu, un adjectiu que significa «s'ha fet a ell/ella»:
- ama – estimar → amada – estimat, estimada
- clui – tancar → cluida – tancat, tancada
- conose – conèixer → conoseda – conegut, coneguda
- jela – gelar, congelar → jelada – gelat/a, congelat/a
- nesesa – necessitar → nesesada – necessari/a
- putri – podrir → putrida – podrit/a

-able s'afegeix a un verb per a fer un adjectiu que significa «-able», «capaç de tenir» o «digne d'haver fet…»:
- ama – estimar → amable – amable, adorable
- come – menjar → comable – comestible
- infla – inflar → inflable – inflable
- loda – lloar → lodable – lloable, laudable
- nota – notar → notable – notable
- titila – fer pessigolles → titilable – que té pessigolles

#### Sufixos que formen substantius
-or. Quan s'afegeix a un verb crea un substantiu que significa que una persona realitza l'acció especificada, sovint, normalment o habitualment. Quan s'afegeix a un substantiu, forma un substantiu que designa a una persona que treballa en l'especificat o practica aquest esport:
- aida – ajudar → aidor – ajudant, assistent
- deteta – detectar → detetor – detectiu
- dirije – dirigir → dirijor – director
- fumi – fumar → fumor – fumador
- gania – guanyar → ganior – guanyador
- jogla – fer malabars → joglor – malabarista
- parla – parlar → parlor – orador, locutor
- pexa – pescar → pexor – pescador
- carne – carn → carnor – carnisser
- vaso – gerro, atuell → vasor – terrissaire
- futbal – futbol → futbalor – futbolista
- tenis – tennis → tenisor – tennista

-ador significa també «-ador», crea un substantiu que significa una eina o màquina que realitza l'acció o treballa en la cosa especificada:
- caldi – calor → caldador – escalfador
- computa – calcular → computador – computadora
- lava – rentar → lavador – rentadora
- parla – parlar → parlador – altaveu
- surfa – surfear/navegar → surfador – navegador web
- umidi – humitejar→ umidador – humidificador

-eria s'afegeix a un substantiu per a formar una paraula que significa «lloc», sovint una botiga, associada a l'acció o cosa que s'especifica:
- cafe – cafè → caferia – cafeteria
- pan – pa → paneria – fleca
- beli – embellir → beleria – saló de bellesa
- campana – campana → campaneria – campanar
- fruto – fruita → fruteria – fruiteria
- monce – monjo → monceria – monestir
- planeta – planeta → planeteria – planetari
- xef – principal / cap → xeferia – seu social, caserna general

-ia equival a «-itat» o «-cia». Forma substantius abstractes que serveixen com a noms de qualitats. Quan -ia s'afegeix a una paraula que acaba en -ia, la paraula no canvia:
- ajil – àgil → ajilia – agilitat
- felis – feliç → felisia – felicitat
- jelosa – gelós → jelosia – gelosia
- neutra – neutre → neutria – neutralitat
- madre – mare → madria – maternitat
- enfante – nen (infant) → enfantia – infància
- sultan – sultà → sultania – sultanat
- fria – fred → fria – fredor
- vea – vell / persona anciana → veia – vellesa

Les paraules com enfantia i sultania poden designar un temps o un lloc en el qual existeix aquesta qualitat.
Els noms de molts camps d'estudi també acaben en ia (o ica) però com a part de l'arrel i no com a sufix. Els noms dels professionals corresponents es formen amb -iste. -iste també s'usa per a formar els noms dels adeptes d'una religió o filosofia, els músics i els noms de persones que a nivell 
- internacional acaba en «-ist-»:
- jeografia – geografia → jeografiste – geògraf/a
- psicolojia – psicologia → psicolojiste – psicòleg/a
- cimica – química → cimiciste – químic/a
- eletrica – electricitat → eletriciste – electricista
- musica – música → musiciste – músic/a
- Crixna – Krishna → crixnaiste – krisnaísta
- ideal – ideal → idealiste – idealista
- gitar – guitarra → gitariste – guitarrista
- solo – sol → soliste – solista
- jornal – periòdic → jornaliste – periodista
- sicle – cicle → sicliste – ciclista

-isme serveix per a formar els noms de les creences en substitució de -iste en el nom de creient. També es troben en altres paraules que a nivell internacional acaben en «-ism-»:
- dauiste – taoista → dauisme – taoisme
- altruiste – altruista → altruisme – altruisme
- raziste – racista → razisme – racisme
- sindicatiste – sindicalista → sindicatisme – sindicalisme
- turiste – turista → turisme – turisme
- simbol – símbol → simbolisme – simbolisme
- canibal – caníbal → canibalisme – canibalisme

#### Sufixos menys productius
Els següents sufixos s'apliquen a paraules específiques, tal com s'indica en el diccionari.
-eta s'afegeix a alguns substantius per a crear un nom per a una versió d'alguna cosa que s'ha reduït d'una forma particular. Això inclou els noms d'animals joves o peces interiors. D'igual mode, -eta pot afegir-se a alguns verbs i adjectius per a crear paraules que designen les versions reduïdes d'accions i qualitats:
- bebe – bebè → bebeta – nounat
- caro – carro → careta – carretó
- imaje – imatge → imajeta – miniatura
- lente – lent → lenteta – lent de contacte
- mone – diners → moneta – moneda
- orolojo – rellotge → orolojeta – rellotge de polsera
- bove – bou → boveta – vedella
- ovea – ovella → oveta – xai
- calsa – mitjana → calseta – mitjó
- camisa – camisa → camiseta – samarreta
- jaca – jaqueta → jaceta – armilla
- pluve – ploure → pluveta – plovisquejar
- rie – riure → rieta – somriure
- parla – parlar → parleta – xerrar
- bela – bell/a → beleta – bufó/a

-on s'afegeix a uns certs substantius per a crear una paraula que augmenta d'alguna forma una cosa. Això inclou les peces exteriors:
- abea – abella → abeon – borinot
- caxa – caixa → caxon – calaix
- dente – dent → denton – ullal
- dito – dit → diton – polze
- padre – pare → padron – patró, patriarca
- sala – sala → salon – saló
- seja – cadira → sejon – butaca
- calsa – mitjanes → calson – pantys
- jaca – jaqueta → jacon – abrigo

-eta i -on no són sinònims de peti i grande: és possible tenir un careta gran o un salon peti. Formen paraules que té un sentit específic i diferent que es poden descriure com a versions més petites o més grans de l'original.
-o i -a se afegeixen a alguns substantius que designen els membres de la família, per a canviar el significat a masculí o femení, respectivament:
- tio, tia – oncle, tia

Els noms d'alguns arbres es formen canviant el final -a del nom de la fruita o baia per -o:
- pera – pera → pero – perera

-esa s'afegeix a alguns substantius que designen el paper social històricament masculí per a formar el femení equivalent:
- principe – príncep → prinsesa – princesa

#### Afixos tècnics
Es formen el termes mèdics i científics internacionals que es formen a partir de fonts llatines i gregues amb l'ajuda d'un gran nombre de prefixos i sufixos. Aquests afixos també s'utilitzen en elefen, i segueixen les seves normes.
Quan s'usa una preposició com a prefix tècnic, segueix la mateixa regla que supra-: si té dos o més síl·labes i acaba amb una vocal, i la resta de la paraula comença amb la mateixa vocal, aquesta vocal apareix només una vegada (contra+ataca → contrataca).
Els sufixos -i i -uple s'utilitzen per a les fraccions i els múltiples.

#### Noms composts
Es pot formar una paraula combinant un verb i el seu objecte, en aquest ordre. El resultat designa una persona o una cosa que compleix l'acció especificada en l'objecte:
- corti, ungia – tallar, ungla → cortiungia – tallaungles
- covre, table – cobrir, taula → covretable – estovalles
- fura, bolsa – robar, bossa → furabolsa – carterista
- lansa, petra – llançar, pedra → lansapetra – catapulta
- para, morde – detenir, mossegar → paramorde – morrió
- para, pluve – detenir, pluja → parapluve – paraigua
- pasa, tempo – passar, temps → pasatempo – passatemps
- porta, mone – portar, moneda → portamone – moneder
- porta, vose – portar, veu → portavose – portaveu
- brinca, dorso – saltar, esquena → brincadorso – pídola

Si l'objecte comença per una vocal, es conserva aquesta, tret que sigui la mateixa que la final del verb, com en la paraula portavion.
En elefen, dos noms consecutius no formen un nom compost. S'ha d'afegir una preposició entre els dos noms. Per exemple:
- avia de mar – ocell marí
- casa per avias – niu
- xef de polisia – comissaria de policia

En casos rars, una expressió així té un significat especial no literal i es tracta com si fos una sola paraula fixa. Per exemple, un leon-de-mar (lleó marí) no és un lleó. En aquest cas, s'usen els guions per a unir els noms i els adjectius que segueixen al substantiu. També es poden usar els guions per a compostos més literaris quan això millora la claredat:
- un leon-de-mar grande – un gran lleó marí
- un leon grande de mar – un lleó que ve de la mar
- un avion grande de mar – un gran hidroavió (perquè un hidroavió és un tipus d'avió)
- un avion-de-mar grande – un gran hidroavió (com a alternatiu)
- un avion de mar grande – un gran hidroavió (ambigu: sembla dir que la mar és gran)

### Abreviatures
En elefen s'utilitzen un cert nombre d’abreviatures. Les lletres no van seguides de punts.
S'utilitzen moltes abreviatures per a paraules o frases corrents. No s'utilitzen majúscules, excepte en cas d’inici de frase.
- acc (ance conoseda como) – àlies
- aec (ante la eda comun) – a.C.
- ec (de la eda comun) – de la nostra era
- etc (e tal cosas, e tal continuante) – etc. (et cetera)
- lfn – LFN (lingua franca nova)
- n (numero) – n. (número)
- nb (nota bon) – NB (nota bene)
- ovn (ojeto volante nonidentifiada) – OVNI (objecte volador no identificat)
- p (paje, pajes) – p. (pàgina/s)
- pd (per dise) – és a dir, això és
- pe (per esemplo) – por ejemplo
- pf (per favore) – si us plau
- ps (pos scrive) – P.D (postdata)
- tv (televisa, televisador) – TV (televisió)
- v (vide) – vegeu

El elefen utilitza també abreviatures provinents d'altres llengües i que són reconegudes internacionalment i també les abreviatures del sistema mètric:
- cd (disco compata) – CD (disc compacte)
- pc (computador personal) – PC (personal computer)
- cm (sentimetre) – cm (centímetre)
- km (cilometre) – km (quilòmetre)
- mg (miligram) – mg (miligramo)
- μm (micrometre) – μm (micrometre)
- MB (megabait) – MB (megaoctet)

Per a les formes curtes dels noms propis i els títols, s'empren les lletres majúscules. No obstant això, les paraules com la i de – que no apareixen en lletres majúscules en la forma plena del nom – són ignorades en les abreviatures. Aquests noms són a vegades introduïts per la, fins i tot quan són abreujats:
- Dr (dotor) – Dr. (Doctor …)
- Sr (senior) – Sr. (Senyor …)
- Sra (seniora) – Sra (Senyora …)
- la NU (Nasiones Unida) – L’ONU (Organització de les Nacions Unides)
- la RU (Rena Unida) – R.U. (el Regne Unit)
- la SUA (Statos Unida de America) – EUA (els Estats Units)

Alguns noms propis són més coneguts internacionalment per la seva abreviatura original pel que es conserva en elefen:
- IBM – IBM (International Business Machines Corporation)
- KGB – KGB (Комитет государственной безопасности, Comitè de Seguretat de l’Estat)

## Literatura
Des de la seva creació la lingua franca nova té una literatura composta per textos originals i traduïts.

### Literatura traduïda
El primer text traduït va ser Colinas como elefantes blanca, d'Ernest Hemingway; traduït per Daniel Alegrett en 1999. És un exemple de lingua franca nova antiga:
La colinas tra la vale de la Ebro eseva longa e blanca. Esta parte no ave ombra e no arbores, e la stasion eseva entra du linias de ferovia su la sol. Prosima contra un lado de la stasion, aveva la ombra tepida de la construida e un cortina, fada de cordas de granos de bambu, pendente tra la porta abrida a en la beveria, per mantenir la moscas a estra. La american e la fia ce le acompaniava, sentava se a un tabla su la ombra, estra la construida. Eseva multe calda, e la tren rapida da Barselona venira en cuatrodes minutos. El parava se en esta stasion entra dudes minutos e partiva a Madrid.
Hem d'esperar fins a 2008 per a veure altres textos literaris escrits en aquest idioma. Aquesta vegada, es tracta de Bocragonia (la poesia Jabberwocky de Lewis Carroll) i La cade de la Casa de Usor, traduït per Simon Davies. Aquest elefenista ha traduït altres obres com a Alísia en la pais de mervelias, traduïda en 2010 i publicada en 2012, la qual cosa la va convertir en la primera publicació en paper en aquesta llengua.
Heus aquí un extracte de Alísia en la pais de mervelias, un exemple de la llengua gairebé en el seu estadi final:
“A acel dirije,” la Gato dise, brandante se pedeta destra, “un Xapor abita: e a acel dirije,” brandante la otra pedeta, “un Lepre de Marto. Visita la un o la otra, como tu desira: ambos es fol.”
“Ma me no vole pasa entre persones fol,” Alisia comenta.
“O! tu no pote evita lo,” la Gato dise: “asi, tota de nos es fol. Me es fol. Tu es fol.”
“Como tu sabe ce me es fol?” Alisia dise.
“Sin duta tu es,” la Gato dise, “car si no, tu no ta veni asi.”
Simon Davies també ha traduït La prinse peti, d'Antoine de Saint Exupéry; en 2009. Al principi, aquest text va ser traduït per una altra persona però, després de descobrir que no es tractava d'una traducció de l'original, sinó a partir de l'anglès, Simon Davies va decidir tornar a traduir-lo des del principi.
En 2014, C. G. Boeree va traduir La trajedia de re Lear, de William Shakespeare, sent la primera obra teatral traduïda a lingua franca nova.
En 2018, Simon Davies va traduir Un studia en scarlata i el 29 d'abril de 2019 va acabar la traducció del primer llibre de la Eneida.
Me canta armas e la om ci, de la costas de Troia, escluida par fortuna, ia veni la prima a Italia e la bordas Lavinian, multe lansada sur la teras e la profonda par la fortia de la altas, su la coleria memoriosa de Juno savaje; multe ance en gera el ia sufri, asta fundi un site e introdui dios a Latio, de do es la popla Latina, la padres de Alba Longa, e la murones de Roma alta.
El 22 de juny de 2019, Vicente Costalago va traduir l'Evanjelio de San Marco, basant-se per a això en les versions en anglès i en espanyol de la Bíblia vaticana. És el tercer text complet de la Bíblia traduït a aquest idioma, sent la Segona Epístola de Sant Joan el segon, traduït pel mateix autor en 2008; i l'Eclesiastès el primer, traduït per Dave MacLeod en 2006. S'han traduït fragments d'altres parts de la Bíblia, com a parts dels Evangelis de Sant Lluc i de Sant Joan.
El 10 de novembre de 2019, Vicente Costalago va traduir el primer capítol del Quixot i el 22 de febrer de 2020, va acabar la traducció del Evanjelio de San Mateu.

### Literatura original
La major part de la literatura en lingua franca nova és literatura traduïda.
La literatura original està formada principalment per poesia, sent Guido Crufio l'elefenista que més poesies originals ha escrit en aquest idioma. Calen destacar les seves poesies Lingua franca nova (un poesia) e Druid la dragon.
La primera novel·la original escrita en aquest idioma és La xerca per Pahoa, publicada al maig de 2020 per Vicente *Costalago. S'hi narren les aventures de Joan, que va sortir del seu regne per a buscar l'espasa Pahoa, amb la qual podia demostrar que era l'únic hereu del regne de *Lincuo. La segona novel·la original, La marcia nonconoseda, del mateix autor, es va publicar al febrer de 2022.

## Recursos d'aprenentatge
Hi ha disponibles informació, guies de conversa i altres textos en dotze llengües. També disposa d'una guia de gramàtica, un diccionari oficial Lingua Franca Nova - Anglès (n'existeix també una versió en francès), així com diversos materials d'aprenentatge. També existeixen diverses traduccions de literatura i poesia. En són exemples El petit príncep d'Antoine de Saint-Exupéry o Alícia al país de les meravelles de Lewis Carroll, traduït per Simon Davies i el primer llibre imprès disponibles en aquesta llengua.

## Exemples

### Lingua Franca Nova
(Escoltar l'enregistrament d'àudio en Lingua Franca Nova)
Lingua Franca Nova es desiniada per es un lingua vera simple, coerente, e fasil aprendeda, per comunica internasional. El ave varios cualia bon:
- Lo ave un numero limitada de fonemes. El sona simila a italian o espaniol.
- Lo es scriveda como el sona. No enfante deve pasa multe anios studia nonregulas!
- Lo ave un gramatica vera simple e regula. El es min complicada en esta caso como engles o indonesian.
- Lo ave un grupo limitada e tota regula de afises produinte per crea parolas nova.
- Lo ave regulas de la ordina de parolas bon definada, como multe linguas major.
- Lo ave un lista de parolas fundada en la linguas roman moderne. Esta linguas es comun e influensente, e ia contribui la parte major de parolas engles.
- Lo es desiniada per es asetante natural de parolas tecnical de latina e elenica, la "norma de mundo" per fato.
- Lo es desiniada per aperi plu parte "natural" per los ci comprende la linguas roman, ma no min fasil per otras.

### Nos Padre
| Lingua Franca Nova |
| Nos Padre ci es en sielo Tu nom ta es santida Tu rena ta veni Tu vole ta aveni En tera como en sielo Dona oji nos pan dial a nos E pardona nos detas a nos Como nos pardona la detas de otras E no dirije nos a tenta Ma libri nos de malia Amen |

### Alisia en la pais de mervelias[14]
Alisia comensa deveni multe noiada, sentante a lado de se sore sur la colineta, con no cosa per ocupa se: a un o du veses, el ia regardeta en la libro cual se sore leje, ma lo conteni no pitures o conversas, “e cual es la valua de un libro,” Alisia pensa, “sin pitures o conversas?”
Donce el es considerante, en se mente propre (tan bon como posible, car el senti multe dormosa e stupida par causa de la dia calda), esce la plaser de crea un cadena de margaritas ta compensa per la labora de leva se e colie la margaritas, cuando subita un Coneo Blanca con oios ros pasa corente a se lado.
No parte de esta es vera multe notable; e Alisia no trova ce lo es vera multe estracomun cuando el oia la Coneo dise a se: “Ai! ai! me va es tro tarda!” (cuando Alisia contempla esta a pos, lo pare a el ce el ia debe mervelia a lo, ma aora, a la momento de aveni, tota pare intera natural); Ma, cuando la Coneo prende an un orolojeta de se pox de jaceta, e regarda lo, e alora continua freta, Alisia salta sur se pedes, car la pensa vola tra se mente ce el ia vide ja nunca un coneo con o un pox de jaceta, o un orolojeta prendable de lo, e con curiosia ardente, el core pos lo en traversa de la campo, e ariva a la bon tempo per vide lo desapare su la sepe en un tunel de coneo grande.
En la momento seguente, Alisia entra pos lo, no considerante an pico como el va sorti posible denova.